# Filosofía

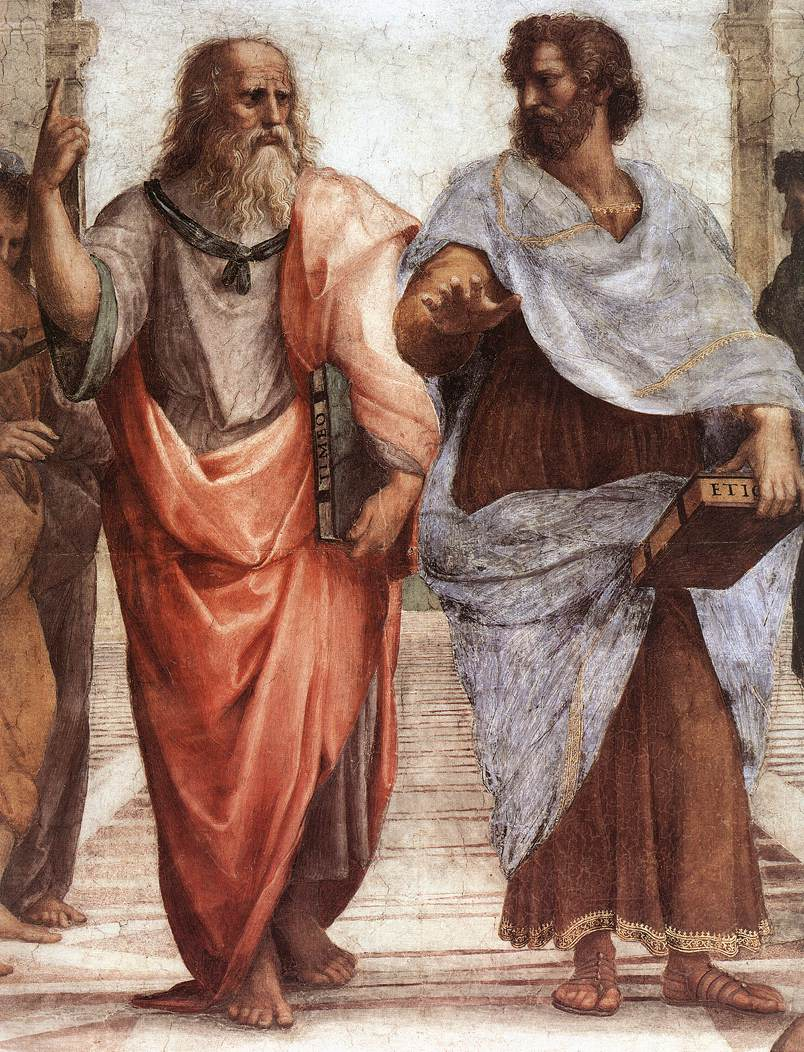
Platón y Aristóteles, detalle de La escuela de Atenas, pintura de Rafael.

La filosofía (del griego φιλοσοφία ‘amor a la sabiduría’, derivado de φιλεῖν, fileîn, ‘amar’, y σοφία, sofía, ‘sabiduría’; trans. en latín como philosophĭa) es una disciplina académica y un «conjunto de reflexiones sobre la esencia, las propiedades, las causas y los efectos de las cosas naturales, especialmente sobre el hombre y el universo». Bertrand Russell, en su libro Fundamentos de filosofía, comienza diciendo:

Quizá espere el lector que comencemos [...] con una definición de la filosofía; pero, con razón o sin ella, no es este mi propósito. Toda definición que se dé a esta palabra variará con la filosofía que se adopte. Por lo tanto, todo lo que podemos decir al empezar es que existen ciertos problemas que interesan a determinadas personas, y que, al menos por ahora, no pertenecen a ninguna ciencia especial. Todos estos problemas son de tal especie que suscitan dudas acerca de lo que pasa comúnmente por conocimiento; y, si estas dudas se han de aclarar, en modo alguno lo harán solo mediante un estudio especial al cual damos el nombre de «filosofía».

En consecuencia, el primer paso que puede darse para definir esta palabra consiste en indicar esos problemas y esas dudas, los cuales constituyen asimismo el primer paso en el verdadero estudio de la filosofía. Entre los problemas filosóficos tradicionales hay algunos que no se prestan, según mi parecer, a ningún tratamiento intelectual por sí mismos, ya que trascienden nuestras facultades cognoscitivas; por lo tanto, no trataremos de estos problemas. Hay otros, sin embargo, que, aunque no sean susceptibles de que pueda dárseles solución definitiva por ahora, lo son al menos de que se muestre la dirección que ha de seguirse para lograrla y el género de solución que les conviene, y que tal vez se alcance con el tiempo. La filosofía se origina del esfuerzo inusitadamente obstinado por alcanzar el conocimiento verdadero; lo que en nuestra vida ordinaria pasa por ser conocimiento adolece de tres defectos: es demasiado seguro de sí mismo; es vago; es contradictorio. [...]
Esta disciplina aborda una variedad de problemas fundamentales acerca de asuntos como la razón (lógica), el lenguaje y la semántica (filosofía del lenguaje), el ser y la existencia (metafísica, metaontología y ontología), el conocimiento (gnoseología, epistemología y filosofía de la ciencia), la ética (ética o filosofía moral), la belleza (estética), el valor (axiología), la religión (filosofía de la religión) y la mente (fenomenología, filosofía de la mente). A lo largo de la historia, muchas otras disciplinas han surgido a raíz de la filosofía, y a su vez es considerada la base de todas las ciencias modernas por muchos autores, tanto a nivel de génesis histórica como a nivel de fundamentos teóricos. La disciplina ha existido desde la Antigüedad en Occidente y Oriente, no solo como actividad racional sino también como forma de vida. La historia de la filosofía nos permite comprender su desarrollo, evolución e influencia en las distintas facetas del pensamiento humano.
El término probablemente fue acuñado por Pitágoras. Al abordar los problemas, la filosofía se distingue del misticismo, el esoterismo, la mitología y la religión por su énfasis en los argumentos racionales sobre los argumentos de autoridad, y de la ciencia porque generalmente realiza sus investigaciones de una manera no empírica, sea mediante el análisis y la clarificación conceptual, experimentos mentales, como el del gato de Schrödinger, la especulación u otros métodos a priori, aunque sin desconocer la importancia de los datos empíricos. No obstante, la filosofía en ocasiones lleva a término una parte de sus investigaciones de manera interdisciplinar junto con otras áreas de las ciencias cognitivas, del lenguaje, sociales, etc.; especialmente en filosofía de la mente, filosofía del lenguaje o epistemología. Así mismo, el enfoque de la filosofía experimental, aunque problemático por concepto para algunos —debido a que el enfoque de la filosofía suele ser más abstracto y general que el de las ciencias fácticas particulares—, trata de ofrecer estudios experimentales para el apoyo de sus desarrollos teóricos.
Hoy en día los principales subcampos de la filosofía académica son: la lógica, que estudia las reglas de inferencia o relaciones formales (abstractas) entre proposiciones que permiten deducir conclusiones a partir de premisas verdaderas (lógica formal), o estudiar los argumentos utilizados en su entorno cotidiano en términos de ponderación y validez de las razones (lógica informal); la filosofía del lenguaje, que reflexiona acerca de cuestiones como la naturaleza de las relaciones entre las palabras y sus significados, sus referencias y su verdad, etc.; la epistemología, que estudia la naturaleza del conocimiento y las creencias; la metafísica, que se ocupa de la naturaleza más fundamental de lo que consideramos realidad; la ética, que reflexiona acerca de la vida y el valor, los conceptos del bien y el mal, el buen vivir, la dignidad, los derechos, la virtud y, en su conjunto, la consideración que podemos tener al respecto de las decisiones y acciones. Entre otros subcampos notables se incluyen la filosofía de la ciencia, la filosofía política, la filosofía de la tecnología o la filosofía de la mente.
La Conferencia General de la Unesco proclamó el Día Mundial de la Filosofía el tercer jueves del mes de noviembre de cada año.[cita requerida]

## Definiciones
Inicialmente el término se refería a cualquier rama de conocimiento. En este sentido la filosofía está estrechamente relacionada con la religión, las matemáticas, las ciencias naturales, la educación y la política. Además los antiguos filósofos no diferenciaban la teoría de la práctica cotidiana, por lo que su discurso filosófico formaba parte integral y preparatoria de su modo de vida, y viceversa.
En la sección trece de Vidas, opiniones y sentencias de los filósofos más ilustres, la historia de la filosofía más antigua que se conserva (siglo III), Diógenes Laercio presenta una división en tres partes de la investigación filosófica griega antigua:
- Filosofía natural (es decir, física, en griego: ta physika, lit. 'cosas que tienen que ver con physis [naturaleza]') fue el estudio de la constitución y procesos de transformación en el mundo físico.[21]
- Filosofía moral (es decir, ética, êthika, 'que tiene que ver con carácter, disposición, modales') fue el estudio de la bondad, el bien y el mal, la justicia y la virtud.[22]
- Filosofía metafísica (es decir, lógica, de logikós, 'de o perteneciente a la razón o el habla') fue el estudio de la existencia, causalidad, Dios, lógica, formas, y otros objetos abstractos.[23] (meta ta physika, 'sobre la Física')

En Contra los lógicos el filósofo pirronista Sexto Empírico detalló la variedad de formas en que los filósofos griegos antiguos habían dividido la filosofía, y señaló que Platón, Aristóteles, Jenócrates y los estoicos estuvieron de acuerdo en esta división en tres partes. El filósofo escéptico académico Cicerón también siguió esta división.
Para un acercamiento más actualizado y completo a la discusión y definición de la filosofía contemporánea se puede consultar el artículo "definiciones de filosofía".

## Etimología

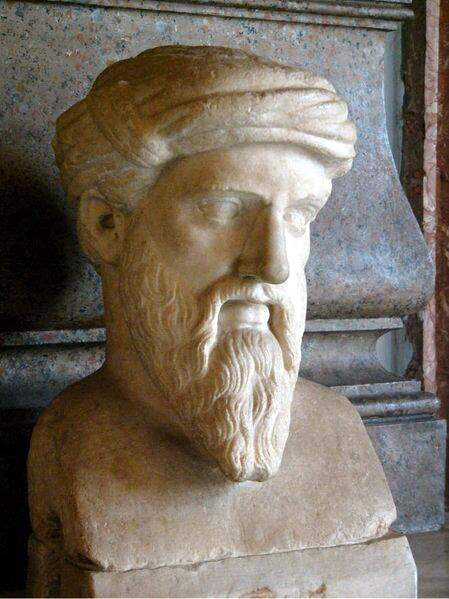
Busto de Pitágoras, a quien se atribuye la invención de la palabra «filosofía».

La invención del término «filosofía» se suele atribuir al pensador y matemático griego Pitágoras de Samos, aunque no se conserva ningún escrito suyo que lo confirme. Según la tradición, hacia el año 530 a. C., el general León trató de sabio (σοφóς: sofos) a Pitágoras, el cual respondió que él no era un sabio, sino alguien que aspiraba a ser sabio, que amaba la sabiduría, un φιλο-σοφóς.

Admirado León de la novedad del hombre, le preguntó a Pitágoras quiénes eran, pues, los filósofos y qué diferencia había entre ellos y los demás; y Pitágoras respondió que le parecían cosas semejantes la vida del hombre y la feria de los juegos que se celebraba con toda pompa ante el concurso de Grecia entera; pues, igual que allí, unos aspiraban con la destreza de sus cuerpos a la gloria y nombre que da una corona, otros eran atraídos por el lucro y el deseo de comprar y vender. Pero había una clase, y precisamente la formada en mayor proporción de hombres libres, que no buscaban el aplauso ni el lucro, sino que acudían para ver y observaban con afán lo que se hacía y de qué modo se hacía; también nosotros, como para concurrir a una feria desde una ciudad, así habríamos partido para esta vida desde otra vida y naturaleza, los unos para servir a la gloria, los otros al dinero, habiendo unos pocos que, despreciando todo lo demás, consideraban con afán la naturaleza de las cosas, los cuales se llamaban afanosos de sabiduría, esto es, filósofos.
Cicerón, Cuestiones Tusculanas, Libro V, capítulos 7 a 11.

Según Pitágoras, la vida era comparable a los juegos olímpicos, porque en ellos encontramos tres clases de personas: las que buscan honor y gloria, las que buscan riquezas, y las que simplemente buscan contemplar el espectáculo, que serían los filósofos.
Años más tarde, Platón agregó más significado al término cuando contrapuso a los filósofos con los sofistas. Los filósofos eran quienes buscaban la verdad, mientras que los sofistas eran quienes arrogantemente afirmaban poseerla, ocultando su ignorancia detrás de juegos retóricos o adulación, convenciendo a otros de cosas infundadas o falsas, y cobrando además por enseñar a hacer lo mismo. Aristóteles adoptó esta distinción de su maestro, extendiéndola junto con su obra a toda la tradición posterior.
El texto más antiguo que se conserva con la palabra «filosofía» se titula Tratado de medicina antigua, y fue escrito hacia el año 440 a. C. Allí se dice que la medicina «moderna» debe orientarse hacia la filosofía, porque solo la filosofía puede responder a la pregunta «¿qué es el hombre?».

## Ramas

### Metafísica
La metafísica (del latín metaphysica, y este del griego μετὰ [τὰ] φυσικά, «después de la naturaleza») es la rama de la filosofía que estudia la estructura, componentes y principios fundamentales de la realidad. Esto incluye la clarificación e investigación de algunas de las nociones fundamentales con las que comprendemos el mundo, como entidad, ser, existencia, objeto, propiedad, relación, causalidad, tiempo y espacio. Mario Bunge, filósofo de la ciencia afirmaba que 

“la metafísica es la ciencia general”

“La ciencia, tanto básica como aplicada, trata con conceptos e hipótesis metafísicos: presupone ciertos principios ontológicos —de tipo heurístico, así como de tipo constitutivo— y es una poderosa fuente de conjeturas metafísicas. De hecho, algunas teorías son a la vez metafísicas y científicas”

Antes del advenimiento de la ciencia moderna, muchos de los problemas que hoy pertenecen a las ciencias naturales eran estudiados por la metafísica bajo el título de filosofía natural. Hoy la metafísica estudia aspectos de la realidad que son inaccesibles a la investigación empírica. Esto dará lugar en el siglo XX a la lectura heideggeriana de la metafísica occidental como ontoteología y, por lo tanto, a la necesidad de repensar la cuestión del ser desde el origen mismo de los pensadores presocráticos. Aristóteles designó la metafísica como «filosofía primera». En la química se asume la existencia de la materia y en la biología la existencia de la vida, pero ninguna de las dos ciencias define la materia o la vida; solo la metafísica suministra estas definiciones básicas.
La ontología es la parte de la metafísica que se ocupa de investigar qué entidades existen y cuáles no, más allá de las apariencias. La metafísica tiene dos temas principales: el primero es la ontología, que en palabras de Aristóteles es la ciencia que estudia al ser en cuanto tal. El segundo es la teología, que estudia los fines como causa última de la realidad. Aunque esta distinción deriva de la escolástica, quizá especialmente por influencia de Francisco Suárez. A lo largo de su historia, después de -y superando- el tomismo, se realizaron otras distinciones dentro del área. Por ejemplo, Wolff, en el s. XVIII, diferenció la "metafísica general"            -usado indistintamente tanto como ontología que como filosofía primera- de la "metafísica específica", sin embargo, incluso esta distinción se considera errónea y superada a día de hoy. Lo común en el panorama actual de la filosofía es usar indistintamente ambos términos para referirse a un conjunto de problemas acerca del ser de las cosas, eventos, entes, procesos, etc, como el problema de la persistencia y la constitución, el problema mente-cuerpo o el problema de la causación.

### Gnoseología
La gnoseología (del griego γνωσις, gnōsis, «conocimiento» o «facultad de conocer», y λόγος, logos, «razonamiento» o «discurso»), también llamada teoría del conocimiento, es la rama de la filosofía que estudia la posibilidad, el origen o medios, la naturaleza o esencia, y la fenomenología del conocimiento.
La gnoseología no estudia los conocimientos particulares, como pueden ser los conocimientos de la física, de la matemática o del entorno inmediato, sino la naturaleza del conocimiento en general. Muchas ciencias particulares tienen además su propia filosofía, como por ejemplo la filosofía de la física, la filosofía de la matemática, la filosofía de la historia, etc. Otras disciplinas también se ocupan del conocimiento en general, pero desde otros puntos de vista. La psicología estudia los aspectos de la vida mental implícitos en el conocer, la lógica estudia la corrección o incorrección de los razonamientos que pueden implicar nuevos conocimientos, y la ontología o metafísica estudia la naturaleza de los objetos que se pueden conocer.

### Epistemología
La epistemología, del griego ἐπιστήμη ─epistḗmē («conocimiento justificado como verdad»)─ y λόγος ─lógos («estudio»)─, es la rama de la filosofía que estudia el conocimiento: su naturaleza, posibilidad, alcance y fundamentos. Algunos autores distinguen a la epistemología, de la gnoseología (estudio del conocimiento en general), al circunscribirla al conocimiento del tipo científico; otros, en cambio, consideran que el término «epistemología» ha ido ampliando su significado y lo utilizan como sinónimo de «teoría del conocimiento», sobre todo en el mundo anglosajón.
La epistemología estudia las circunstancias históricas, psicológicas y sociológicas que llevan a la obtención del conocimiento científico y los criterios por los cuales se lo justifica o invalida, así como la definición clara y precisa de los conceptos epistémicos más usuales, tales como verdad, objetividad, realidad o justificación. 
Algunas de las preguntas que pretende responder la epistemología son "¿Cómo conocemos?", "¿Cuáles son las fuentes del conocimiento?", "¿Cómo diferenciamos lo verdadero de lo falso?" y "¿Cuáles son los tipos de conocimiento?". El debate no se centra en un conocimiento específico, sino en la forma en cómo conocemos.
Generalmente, los debates en la epistemología se agrupan en torno a cuatro áreas centrales:
1. El análisis filosófico de la naturaleza del conocimiento y las condiciones requeridas para que una creencia haga parte del conocimiento, como la verdad y la justificación.
2. Recursos potenciales del conocimiento y creencias justificadas como la percepción, la razón, la memoria y el testimonio.
3. La estructura del conocimiento o de la creencia justificada incluyendo si todas las creencias justificadas deberían derivarse de creencias originales justificadas o si la justificación requiere solo un conjunto coherente de creencias.
4. Escepticismo filosófico, el cual cuestiona la posibilidad del conocimiento y problemas relacionados como si el escepticismo fuera una amenaza para nuestro conocimiento común y si es posible refutar argumentos escépticos.

### Lógica
La lógica es una rama de la filosofía de carácter interdisciplinario, entendida como la ciencia formal que estudia los principios de la  demostración y la inferencia válida, las falacias, las paradojas y la noción de verdad.
La lógica se divide en varias categorías según su campo de estudio. La lógica filosófica estudia el concepto y la definición, la enunciación o proposición y la argumentación utilizando los métodos y resultados de la lógica moderna para el estudio de problemas filosóficos. La lógica matemática estudia la inferencia mediante sistemas formales como la lógica proposicional, la lógica de primer orden y la lógica modal. La lógica informal se enfoca en el desarrollo lingüístico de los razonamientos y sus falacias. La lógica computacional es la aplicación de la lógica matemática a las ciencias de la computación.
Los orígenes de la lógica se remontan a la Edad Antigua, con brotes independientes en China, India y Grecia. Desde entonces, la lógica tradicionalmente se considera una rama de la filosofía, pero en el siglo XX la lógica ha pasado a ser principalmente la lógica matemática, y por lo tanto ahora también se considera parte de las matemáticas, e incluso una ciencia formal independiente.
No existe un acuerdo universal sobre la definición exacta o los límites de la lógica. Sin embargo, el ámbito de la lógica (interpretada en sentido amplio) incluye:
- La clasificación de los argumentos.
- El análisis sistemático de las  formas lógicas.
- El estudio sistemático de la validez de las inferencias deductivas.
- La fuerza de las inferencias inductivas.
- El estudio de los argumentos defectuosos, como las falacias.
- El estudio de las paradojas lógicas.
- El estudio de la sintaxis y la semántica de los lenguajes formales.
- El estudio de los conceptos de sentido, denotación y verdad.

### Ética
La ética o filosofía moral es la rama de la filosofía que estudia la conducta humana, lo correcto y lo incorrecto, lo bueno y lo malo, la moral, el buen vivir, la virtud, la felicidad y el deber. La ética contemporánea se suele dividir en tres ramas o niveles: la metaética estudia el origen, naturaleza y significado de los conceptos éticos, la ética normativa busca normas o estándares para regular la conducta humana y la ética aplicada examina controversias éticas específicas.
Ética y moral son conceptos muy relacionados que a veces se usan como sinónimos, pero tradicionalmente se diferencian en que la ética es la disciplina académica que estudia la moral. La ética no inventa los problemas morales, sino que reflexiona sobre ellos. Las acciones relevantes para la ética son las acciones morales, que son aquellas realizadas de manera libre, ya sean privadas, interpersonales o políticas. La ética no se limita a observar y describir esas acciones, sino que busca determinar si son buenas o malas, emitir juicio sobre ellas y así ayudar a encauzar la conducta humana.
El estudio de la ética se remonta a los orígenes mismos de la filosofía en la Antigua Grecia, y su desarrollo histórico ha sido amplio y variado. A lo largo de la historia ha habido diversas maneras de entender la ética y distintas propuestas morales orientadoras de la vida humana.

### Estética
La estética (del griego αισθητικός, aisthetikós, «susceptible a ser percibido por los sentidos» y este de αισθάνεσθαι, aisthánesthai, «percibir») es la rama de la filosofía que estudia la esencia y la percepción de la belleza y el arte.
Algunos autores definen la estética de manera más amplia, como el estudio de las experiencias estéticas y los juicios estéticos en general, y no solo los relativos a la belleza. Cuando juzgamos algo como «bello», «feo», «sublime» o «elegante» (por dar algunos ejemplos), estamos haciendo juicios estéticos, que a su vez expresan experiencias estéticas. La estética es el dominio de la filosofía, estudiando el arte y cualidades como la belleza; asimismo es el estudio de estas experiencias y juicios que suceden día a día en las actividades que realizamos, produciendo sensaciones y emociones ya sean positivas o negativas en nuestra persona. La estética busca el porqué de algunas cuestiones, por ejemplo, por qué algún objeto, pintura o escultura no resulta atractivo para los espectadores; por lo tanto el arte lleva relación con la estética ya que busca generar sensaciones a través de una expresión.
En otra acepción, la estética es el estudio de la percepción en general, sea sensorial o entendida de manera más amplia. Estos campos de investigación pueden coincidir, aunque no necesariamente es lo mismo.
La estética estudia las más amplias y vastas historias del conocimiento isabelino, así como las diferentes formas del arte. La estética, así definida, es el campo de la filosofía que estudia el arte y sus cualidades, tales como la belleza, lo eminente, lo feo o la disonancia. Es la rama de la filosofía que estudia el origen del sentimiento puro y su manifestación, que es el arte, se puede decir que es la ciencia cuyo objeto primordial es la reflexión sobre los problemas del arte, la estética analiza filosóficamente los valores que en ella están contenidos.
Desde que en 1750 (en su primera edición) y 1758 (segunda edición publicada) Alexander Gottlieb Baumgarten usara la palabra «estética» como ‘ciencia de lo bello, misma a la que se agrega un estudio de la esencia del arte, de las relaciones de esta con la belleza y los demás valores’. Algunos autores han pretendido sustituirla por otra denominación: «calología», que atendiendo a su etimología significa ciencia de lo bello (kalos, ‘bello’).

### Política
La filosofía política es la rama de la filosofía que estudia cómo debería ser la relación entre las personas y la sociedad, e incluye cuestiones fundamentales acerca del gobierno, la política, las leyes, la libertad, la igualdad, la justicia, la propiedad, los derechos, el poder político, la aplicación de un código legal por una autoridad, qué hace a un gobierno legítimo, qué derechos y libertades debe proteger y por qué, qué forma debe adoptar y por qué, qué obligaciones tienen los ciudadanos hacia un gobierno legítimo (si acaso alguna), y cuándo lo pueden derrocar legítimamente (si alguna vez). Mientras la ciencia política investiga cómo fueron, son y serán los fenómenos políticos, la filosofía política se encarga de teorizar cómo deberían ser dichos fenómenos.
En un sentido vernacular, el término «filosofía política» a menudo refiere a una perspectiva general, o a una ética, creencia o actitud específica, sobre la política que no necesariamente debe pertenecer a la disciplina técnica de la filosofía. Charles Blattberg, que define la política como «responder a los conflictos con el diálogo», sugiere que las filosofías políticas ofrecen consideraciones filosóficas de ese diálogo.
La filosofía política tiene un campo de estudio amplio y se conecta fácilmente con otras ramas y subdisciplinas de la filosofía, como la filosofía del derecho y la filosofía de la economía. Se relaciona fuertemente con la ética en que las preguntas acerca de qué tipo de instituciones políticas son adecuadas para un grupo depende de qué forma de vida se considere adecuada para ese grupo o para los miembros de ese grupo. Las mejores instituciones serán aquellas que promuevan esta forma de vida.
En el plano metafísico, la principal controversia divisora de aguas es acerca de si la entidad fundamental sobre la cual deben recaer los derechos y las obligaciones es el individuo, o el grupo. El individualismo considera que la entidad fundamental es el individuo, y por lo tanto promueven el individualismo metodológico. El comunitarismo enfatiza que el individuo es parte de un grupo, y por lo tanto da prioridad al grupo como entidad fundamental y como unidad de análisis.
Los fundamentos de la filosofía política han variado a través de la historia. Para los griegos la ciudad era el centro y fin de toda actividad política. En la Edad Media toda actividad política se centraba en las relaciones que debe mantener el ser humano con el orden dado por Dios. A partir del Renacimiento la política adopta un enfoque básicamente antropocéntrico. En el mundo moderno y contemporáneo surgen y conviven muchos modelos, que van desde los totalitarismos hasta los sistemas democráticos participativos (entre los cuales existen muchas variantes).

### Lenguaje
La filosofía del lenguaje es la rama de la filosofía que estudia el lenguaje en sus aspectos más generales y fundamentales, como la naturaleza del significado y de la referencia, la relación entre el lenguaje, el pensamiento y el mundo, el uso del lenguaje (o pragmática), la interpretación, la traducción y los límites del lenguaje.
La filosofía del lenguaje se distingue de la lingüística en que se sirve de métodos no-empíricos (como experimentos mentales) para llegar a sus conclusiones. Además, en la filosofía del lenguaje generalmente no se hace diferencia entre el lenguaje hablado, el escrito o cualquiera otra de sus manifestaciones, sino que se estudia aquello que es común a todas ellas. Por último, los lingüistas en general estudian el lenguaje con fines descriptivos, analizando sus formas, niveles y funciones. En cambio, el enfoque de los filósofos del lenguaje es más abstracto y desligado de la descripción práctica de los lenguajes particulares.
La semántica es la parte de la filosofía del lenguaje (y de la lingüística) que se ocupa de la relación entre el lenguaje y su significado o sentido. Algunos problemas que caen bajo este campo son el problema de la referencia, la naturaleza de los predicados, de la representación y de la verdad. En el Crátilo, Platón señaló que si la conexión entre las palabras y el mundo es arbitraria o convencional, entonces es difícil entender cómo el lenguaje puede permitir el conocimiento acerca del mundo. Por ejemplo, es evidente que el nombre «Venus» pudo haber designado cualquier cosa, aparte del planeta Venus, y que el planeta Venus pudo haberse llamado de cualquier otra forma. Luego, cuando se dice que «Venus es más grande que Mercurio», la verdad de esta oración es convencional, porque depende de nuestras convenciones acerca de lo que significan «Venus», «Mercurio» y el resto de las palabras involucradas. En otro lenguaje, esas mismas palabras podrían, por alguna coincidencia, significar algo muy distinto y expresar algo falso. Sin embargo, aunque el significado de las palabras es convencional, una vez que se ha fijado su significado, parece que la verdad y la falsedad no dependen de convenciones, sino de cómo es el mundo. A este «fijar el significado» se lo suele llamar interpretación, y es uno de los temas centrales de la semántica.
Un problema ulterior en esta dirección es que si una interpretación se da en términos lingüísticos (por ejemplo: «Venus es el nombre del segundo planeta a partir del Sol»), entonces queda la duda de cómo deben interpretarse las palabras de la interpretación. Si se las interpreta por medio de nuevas palabras, entonces el problema resurge, y se hace visible una amenaza de regresión al infinito, de circularidad, o de corte arbitrario en el razonamiento (tal vez en palabras cuyo significado sea supuestamente autoevidente). Pero para algunos este problema invita a pensar en una forma de interpretación no lingüística, como por ejemplo el conductismo o la definición ostensiva.

### Mente
La filosofía de la mente es la rama de la filosofía (en particular de la filosofía analítica) que estudia la mente, incluyendo las percepciones, sensaciones, emociones, fantasías, sueños, pensamientos y creencias. Uno de los problemas centrales de la disciplina es determinar qué hace que todos los elementos de esta lista sean mentales, y otros no. Además de las cuestiones ontológicas acerca de la naturaleza de los estados mentales, la filosofía de la mente estudia cuestiones epistemológicas en torno a la cognoscibilidad de la mente.
Tanto para la fenomenología como para la filosofía analítica, un candidato importante para ser una condición necesaria, aunque no suficiente, de todo fenómeno mental es la intencionalidad. La intencionalidad es el poder de la mente de ser acerca de, de representar, o suplir cosas, propiedades o estados de cosas. Por ejemplo, uno no recuerda simplemente, sino que recuerda algo, y tampoco quiere en abstracto, sino que quiere algo determinado. La propuesta de algunos filósofos es que todo lo que sea mental está «dirigido» hacia algún objeto, en el sentido más general de objeto, y que por lo tanto la intencionalidad es una característica necesaria, aunque no suficiente, de lo mental.
Otra característica importante y controversial de lo mental son los qualia, o propiedades subjetivas de la experiencia. Cuando uno ve una nube, se pincha un dedo con un alfiler, o huele una rosa, experimenta algo que no se puede observar desde fuera, sino que es completamente subjetivo. A estas experiencias se las llama «qualia». Parte de la importancia de los qualia se debe a las dificultades que suscitan al fisicalismo para acomodarlos dentro de su concepción de lo mental. Algunos neurocientíficos como Antonio Damasio, Gerald Edelman, Vilayanur Ramachandran y Rodolfo Llinás han abordado esta temática de la filosofía de la mente y sostienen que los qualia existen y no son eliminables y reemplazables por otra cosa como conductas o propiedades objetivas del cerebro observadas en imágenes de resonancia magnética.

La filosofía de la mente se relaciona con la ciencia cognitiva de varias maneras. Por un lado, las filosofías más racionalistas pueden considerarse como parte de las ciencias cognitivas. En cambio, otras filosofías más naturalistas que dan énfasis a la biología y neurociencia critican a la ciencia cognitiva por suponer que lo mental es intelectual (lógico) o computacional o por equiparar a los seres vivos a artefactos mecánicos. Por ejemplo, algunos críticos señalan que la ciencia cognitiva descuida muchos factores relevantes para el estudio de lo mental, entre ellos las emociones, la conciencia, el cuerpo y el entorno.

### Naturaleza
La filosofía de la naturaleza, a veces llamada filosofía natural o cosmología, fue el estudio filosófico de la naturaleza y el universo físico que era dominante antes del desarrollo de la ciencia moderna. Se considera el precursor de lo que hoy conocemos como las ciencias naturales y física hasta mediados del siglo XIX.
Problemas como los del determinismo o indeterminismo, causalidad, finalismo, orden y probabilidad, especificidad de la vida, etc., eran considerados argumentos propios de la filosofía de la naturaleza la cual debería ser independiente de la propiamente dichas las ciencias e investigaciones empíricas y teóricas. Similarmente se hablaba de "teología natural" o "racional" como la investigación filosófica referida a Dios basados en la razón y la experiencia ordinaria de la naturaleza. La filosofía natural trató cuestiones que pocas ciencias naturales se han planteado, como la existencia de un mundo inmaterial. Por esta cuestión, la cosmología se interpenetra con la "psicología" como estudio del alma.

### Ciencia
- Naturaleza y la obtención de las ideas científicas (conceptos, hipótesis, modelos, teorías, paradigma, etc.)[108]
- Relación de cada una de ellas con la realidad
- Cómo la ciencia describe, explica, predice y contribuye al control de la naturaleza (esto último en conjunto con la filosofía de la tecnología)
- Formulación y uso del método científico
- Tipos de razonamiento utilizados para llegar a conclusiones
- Implicaciones de los diferentes métodos y modelos de ciencia

La filosofía de la ciencia comparte algunos problemas con la gnoseología —la teoría del conocimiento— que se ocupa de los límites y condiciones de posibilidad de todo conocimiento. Pero, a diferencia de esta, la filosofía de la ciencia restringe su campo de investigación a los problemas que plantea el conocimiento científico; el cual, tradicionalmente, se distingue de otros tipos de conocimiento, como el ético o estético, o las tradiciones culturales.
A lo largo de la historia, se han propuesto diversos esquemas para el método científico. No hay un único método científico, algunos de los más importantes son:
- Método inductivo-deductivo: La ciencia comienza con observaciones individuales, a partir de las cuales se formulan generalizaciones que van más allá de los hechos observados. Estas generalizaciones permiten hacer predicciones, cuya confirmación las fortalece. Aristóteles, Francis Bacon, Galileo, Newton, y muchos otros científicos y filósofos se adhieren a este esquema.
- Método hipotético-deductivo: Se parte de hipótesis o conjeturas que preceden y guían a las observaciones. La ciencia no se inicia con la experiencia del mundo, sino con ideas propuestas por el investigador.  Hume, Whewell, Kant, Popper, y otros se inclinan hacia este método.
- Método a priori: El conocimiento se alcanza mediante la razón pura, sin necesidad de recurrir a la experiencia. Descartes es un exponente de este método.

- Anarquismo metodológico: No existe un método científico único y universal. Los científicos utilizan una variedad de métodos y estrategias, y no hay reglas fijas que garanticen el éxito de la investigación. Feyerabend es el principal defensor de esta postura.

En la actualidad, muchos científicos consideran que no existe un único método científico, debido a la complejidad y diversidad de las ciencias.
Algunos científicos han mostrado un vivo interés por la filosofía de la ciencia y algunos como Galileo Galilei, Isaac Newton y Albert Einstein, han hecho importantes contribuciones. Numerosos científicos, sin embargo, se han dado por satisfechos dejando la filosofía de la ciencia a los filósofos y han preferido seguir haciendo ciencia en vez de dedicar más tiempo a considerar cómo se hace la ciencia. Dentro de la tradición occidental, entre las figuras más importantes anteriores al siglo XX destacan entre muchos otros Platón, Aristóteles, Epicuro, Arquímedes, Boecio, Alcuino, Averroes, Nicolás de Oresme, Santo Tomas de Aquino, Jean Buridan, Leonardo da Vinci, Raimundo Lulio, Francis Bacon, René Descartes, John Locke, David Hume, Emmanuel Kant y John Stuart Mill.

### Filosofía de la Religión
La filosofía de la religión es una rama de la filosofía que tiene por objeto de estudio la religión, la espiritualidad, como una manifestación consciente y reflexiva sobre el sentido trascendente de la existencia y el mundo, lo que incluye sus argumentos sobre la naturaleza, la existencia de Dios, el problema del mal, dando cuenta de su universalismo en tanto que ha prevalecido considerablemente en la historia de las culturas humanas, como también sobre la relación entre la religión y otros sistemas de valores como la ciencia.
Se advierte la distinción entre la filosofía de la religión y la filosofía religiosa, dado que la última alude a un saber que se considera inspirado y guiada por su Dios y su religión, como pueden ser las filosofías judía, cristiana e islámica.
El término "filosofía de la religión" no dio comienzo general en Occidente hasta el siglo XIX, cuando se empleó para referirse a la articulación y crítica de la conciencia religiosa de la humanidad y sus expresiones culturales en el pensamiento, el lenguaje, el sentimiento y la práctica.

## Métodos
La filosofía utiliza varios métodos de investigación. En general se distingue del método científico por ser a priori, es decir que se realiza sin recurrir a la experiencia (aunque también existe la filosofía experimental). Algunos de estos métodos son comunes a la ciencia, como los experimentos mentales y el método axiomático; otros no, como la duda metódica y la mayéutica. El subcampo de la filosofía que estudia estos métodos se denomina "metodología filosófica".

### Argumento
Un argumento (del latín argumentum) es la expresión oral o escrita de un razonamiento o idea mediante el cual se intenta probar, refutar o incluso justificar una proposición o tesis.
Las cualidades fundamentales de un argumento son la consistencia y coherencia; entendiendo por tal el hecho de que el contenido de la expresión, discurso u obra adquiera un sentido o significado que se dirige a un interlocutor con finalidades diferentes:
- Como contenido de verdad: consistencia y coherencia con otras verdades admitidas, o con referencia a un hecho o situación que haga verdadero o falso dicho contenido.
- Como esquema lógico-formal: consistencia y coherencia con un sistema que no admite contradicción.
- Como función lógico-matemática: consistencia y coherencia con el hecho de «ser algo real» frente a una mera posibilidad lógica que define un mundo o una situación posible en un determinado marco teórico que justifica la función.
- Como discurso dirigido a la persuasión[123] como motivación para promover o proponer una determinada acción.
- Como finalidad de acción: consistencia o coherencia con otros intereses o motivaciones del individuo o individuos receptores del contenido como motivación a actuar de determinada manera.

Es por tanto un discurso dirigido:
- Al entendimiento, para «convencer» o generar una creencia nueva mediante el conocimiento evidente de nuevas verdades, basándose en una racionalidad común.
- A la emotividad para «motivar» una acción determinada.
- En jurisprudencia un argumento se lo conoce como alegato y sirve para llegar a una verdad procesal en los estados de derecho'.

### Falacia
En lógica, una falacia (del latín fallacia ‘engaño’) es una tesis  que parece válida, pero no lo es. Algunas falacias se cometen intencionadamente para persuadir o manipular a los demás, mientras que otras se cometen sin intención debido a descuidos o ignorancia. En ocasiones las falacias pueden ser muy sutiles y persuasivas, por lo que se debe poner mucha atención para detectarlas.
Que un argumento sea falaz no implica que sus premisas o su conclusión sean falsas ni que sean verdaderas. Un argumento puede tener premisas y conclusión verdaderas y aun así ser falaz. Lo que hace falaz a un argumento es la invalidez del argumento en sí. De hecho, inferir que una proposición es falsa porque el argumento que la contiene por conclusión es falaz es en sí una falacia conocida como argumento ad logicam.
El estudio de las falacias se remonta por lo menos hasta Aristóteles, quien en sus Refutaciones sofísticas identificó y clasificó trece clases de falacias. Desde entonces se han agregado a la lista cientos de otras falacias y se han propuesto varios sistemas de clasificación.

### Deducción
El razonamiento deductivo o deducción es el proceso de sacar inferencias deductivas. Una inferencia es deductivamente válida si su conclusión se sigue lógicamente de sus premisas, es decir, si es imposible que las premisas sean verdaderas y la conclusión falsa. Por ejemplo, la inferencia de las premisas "todos los hombres son mortales" y "Sócrates es hombre" a la conclusión "Sócrates es mortal" es deductivamente válida. Un argumento es sólido  si es válido y todas sus premisas son verdaderas. Algunos teóricos definen la deducción en términos de las intenciones del autor para facilitar la distinción entre el razonamiento deductivo válido y el inválido.
La psicología se interesa por el razonamiento deductivo como un proceso psicológico, es decir, por la forma en que las personas realmente sacan inferencias. La lógica, por otro lado, se centra en la relación deductiva de consecuencia lógica entre las premisas y la conclusión o en cómo la gente debe sacar inferencias. Algunos entienden esta relación en términos de los posibles valores de verdad de interpretaciones. Otros, en cambio, se centran en las reglas de inferencia válidas. Una regla de inferencia es un esquema para sacar una conclusión de un conjunto de premisas basándose únicamente en su forma lógica. Hay varias reglas de inferencia, como el modus ponens y el modus tollens. Los argumentos deductivos inválidos, que no siguen una regla de inferencia, se llaman falacias formales. Las reglas de inferencia son reglas definitorias y contrastan con las reglas estratégicas, que especifican qué inferencias hay que sacar para llegar a una conclusión prevista. El razonamiento deductivo contrasta con el razonamiento no deductivo o ampliativo. Para los argumentos ampliativos, como los argumentos inductivos o abductivos, las premisas ofrecen un apoyo más débil a su conclusión: la hacen más probable, pero no garantizan su verdad. Compensan este inconveniente al poder proporcionar información genuinamente nueva que no se encuentra ya en las premisas, a diferencia de los argumentos deductivos.
La psicología cognitiva investiga los procesos mentales responsables del razonamiento deductivo. Uno de sus temas se refiere a los factores que determinan si las personas saquen inferencias deductivas válidas o inválidas. Un factor es la forma del argumento: por ejemplo, las personas tienen más éxito con los argumentos de la forma modus ponens que con el modus tollens. Otro es el contenido de los argumentos: es más probable que la gente crea que un argumento es válido si la afirmación hecha en su conclusión es plausible. Un hallazgo general es que las personas tienden a obtener mejores resultados en casos realistas y concretos que en casos abstractos. Las teorías psicológicas del razonamiento deductivo pretenden explicar estos resultados proporcionando una explicación de los procesos psicológicos subyacentes. Las teorías más conocidas son la teoría de la lógica mental, la teoría de los modelos mentales y la teoría del proceso dual.

### Abducción
El razonamiento abductivo (del latín abdūctiō y esta palabra de ab, desde lejos, y dūcere, llevar) es un tipo de razonamiento que, a partir de la descripción de un hecho o fenómeno, ofrece o llega a una hipótesis que explica las posibles razones o motivos del hecho mediante las premisas obtenidas. Charles Sanders Peirce la llama una conjetura. Esa conjetura busca ser, a primera vista, la mejor explicación, o la más probable. Sin embargo, la abducción y la inferencia a la mejor explicación son dos tipos de razonamientos distintos, aunque existen autores que lo discuten. 
Aristóteles investigó los razonamientos abductivos en sus Primeros analíticos (II, 25). Según Aristóteles, los razonamientos abductivos son silogismos en donde las premisas solo brindan cierto grado de probabilidad a la conclusión.

### Analogía

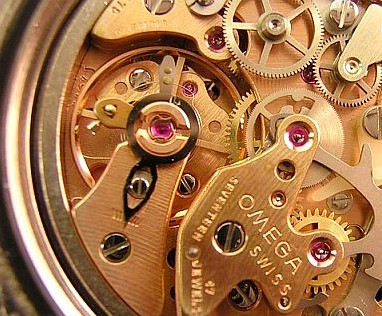
La analogía del relojero es un argumento teleológico para la existencia de Dios el cual afirma que el diseño implica un diseñador.

Una analogía (del griego αναλογíα, ana ‘reiteración o comparación’ y logos ‘estudio’) es una comparación o relación entre varias cosas, razones o conceptos; comparar o relacionar dos o más seres u objetos a través de la razón; señalando características generales y particulares comunes que permiten justificar la existencia de una propiedad en uno, a partir de la existencia de dicha propiedad en los otros.
En el aspecto lógico, permite comparar un objeto con otros, en sus semejanzas y en sus diferencias. 
Una analogía permite la deducción de un término desconocido a partir del análisis de la relación que se establece entre dos términos desconocidos.
La analogía es una mezcla entre razonamiento inductivo y deductivo. A pesar de que la analogía se considera inductiva por el hecho de generalizar, va más allá de la inducción porque no se limita a observar y generalizar patrones, sino que también identifica y aprovecha similitudes estructurales entre diferentes situaciones o conceptos. Mientras que la inducción puede llevar a conclusiones generales a partir de la observación de múltiples casos, la analogía proporciona una herramienta poderosa para inferir propiedades o comportamientos de un caso desconocido basándose en su similitud con un caso conocido.
Por ejemplo, si conocemos el funcionamiento de un sistema solar (con planetas orbitando una estrella), podemos usar la analogía para entender otros sistemas estelares, incluso sin tener observaciones detalladas de cada uno. Así, la analogía permite avanzar en el conocimiento y la comprensión al aplicar conocimientos previos a nuevas situaciones de manera creativa y extrapolativa.

### Experimento mental
Un experimento mental es un recurso de la imaginación empleado para investigar la naturaleza de las cosas. En su sentido más amplio es el empleo de un escenario hipotético que nos ayude a comprender cierto razonamiento o algún aspecto de la realidad. Existe una gran variedad de experimentos mentales y se utilizan en campos tan variados como la filosofía, el derecho, la física y la matemática. Sin embargo, todos emplean una metodología racional independiente de consideraciones empíricas, en el sentido de que no se procede por observación o experimentación física (otra forma de realizar la misma distinción sería entre lo a priori y lo a posteriori).
En filosofía, los experimentos mentales se utilizan por lo menos desde la Antigüedad clásica, algunos filósofos presocráticos, y eran igualmente bien conocidos en el derecho romano. Varias teorías o posturas filosóficas se fundan en los resultados de experimentos mentales: el dilema del tranvía en ética, la habitación china y la tierra gemela en filosofía del lenguaje, el cerebro en una cubeta y el cuarto de Mary en filosofía de la mente, etc.

### Especulación
La especulación (del latín speculari, observar) es una forma filosófica de pensar para ganar conocimiento yendo más allá de la experiencia o práctica tradicional y enfocándose en la esencia de las cosas y sus primeros principios. La especulación es la actividad intelectual que permite la resolución dialéctica de las contradicciones en una unidad de orden superior. El término figura en un lugar crucial en la filosofía de Georg Wilhelm Friedrich Hegel, para el cual este procedimiento de resolución (la Aufhebung o superación) constituía la esencia del pensamiento filosófico.

### Mayéutica
La mayéutica  (del griego μαιευτικóς, maieutikós, «perito en partos»; μαιευτικη´, maieutiké, «técnica de asistir en los partos») es el método aplicado por Sócrates a través del cual el maestro hace que el alumno, por medio de preguntas, descubra conocimientos.
Como la partera, Sócrates lleva a cabo tres funciones principales o fundamentales: despierta y apacigua los dolores del parto, conduce bien los partos difíciles y provoca, si es necesario, el aborto; el proceso es doloroso debido a las crueles interrogantes del método socrático, pero esto desencadena la iluminación, en la que la verdad parte desde el mismo individuo. La invención de este método del conocimiento se remonta al siglo IV a. C. y se atribuye por lo general al Sócrates histórico en referencia a la obra Teeteto, de Platón.
La mayéutica es la segunda de las fases del método socrático. La primera es la llamada ironía socrática, en la que el maestro simula ignorancia sobre la materia a tratar, ensalzando inicialmente las cualidades de su interlocutor para, después, hacer comprender a este que lo que creía saber en realidad no lo sabe y que su conocimiento estaba basado en prejuicios o costumbres.

### Duda metódica
La duda metódica es un método y principio para llegar a una base de conocimiento cierto, desde donde partir y cómo fundamentar otros conocimientos del mundo. René Descartes populariza este método en el siglo XVII. No obstante, son notables y numerosos los escritos y filósofos anteriores que coinciden en formulaciones similares, no solo en su contenido, sino también con evidentes similitudes formales, que sugieren fuertemente que los pudo haber tomado como fuente de consulta e inspiración en su propia filosofía.
Descartes expone que su objetivo es encontrar verdades seguras, tangibles y fácticas de las cuales no sea posible dudar en absoluto, verdades evidentes que permitan fundamentar la edificación del conocimiento con absoluta garantía. El primer problema planteado es cómo encontrarlas y, para resolverlo, expone el método de la duda.
En este método la cuestión preliminar y fundamental es la de decidir por dónde empezar la búsqueda. La respuesta y el primer momento de este proceso de búsqueda del conocimiento verdadero es la llamada duda metódica. La duda metódica consiste en descartar cualquier supuesto no seguro, del que se pueda dudar. Si esta existe, este supuesto podría ser verdadero o falso. No permitiría construir sobre él el conocimiento.

## Temas

### Ser
Ser es el más general de los términos. Con la palabra «ser» se intenta abarcar el ámbito de lo real en sentido ontológico general, esto es, la realidad por antonomasia, en su sentido más amplio: «realidad radical». El Ser es, por lo tanto, un trascendental, aquello que trasciende y rebasa todos los entes sin ser él mismo un ente, es decir, sin que ningún ente, por muy amplio que sea y se presente, lo agote. Dicho de otro modo: el Ser desborda y supera dialécticamente el mundo de las formas, el mundus asdpectabilis, trasladándose en otro contexto, «más allá del horizonte de las formas», más allá de toda la "morfología cósmica".
La pregunta por el ser no corresponde solamente a Occidente: ya los filósofos antiguos de China desarrollaron independientemente posiciones acerca del ser.  Laozi en el siglo VI a. C. hace la distinción entre ser y no-ser. Luego, las escuelas neo-taoístas (Wang Bi, Guo Xiang, etc.) harán prevalecer el no-ser sobre el ser.
La tradición distingue dos tipos de enfoques distintos al concepto de ser:
- Concepto unívoco de ser: «ser» es la característica más general de diferentes cosas (llamadas entes o entidades), aquello que sigue siendo igual a todos los entes, después de que se han eliminado todas las características individuales a los entes particulares, esto es: el hecho de que «sean», esto es, el hecho de que a todas ellas les corresponda «ser» (cfr. diferencia ontológica). Este concepto de «ser» es la base de la «metafísica de las esencias». Lo opuesto al «ser» viene a ser en este caso la «esencia», a la cual simplemente se le agrega la existencia. En cierto sentido no se diferencia ya mucho del concepto de la nada. Un ejemplo de ello lo dan ciertos textos de la filosofía temprana de Tomás de Aquino (De ente et essentia).
- Concepto analógico del ser: el «ser» viene a ser aquello que se le puede atribuir a «todo», aunque de distintas maneras (analogía entis). El ser es aquello, en lo que los diferentes objetos coinciden y en lo que, a su vez, se distinguen. Este enfoque del ser es la base de una metafísica (dialéctica) del ser. El concepto opuesto a ser, es aquí la nada, ya que nada puede estar fuera del ser. La filosofía madura de Tomás de Aquino nos brinda un ejemplo de esta comprensión de «ser» (Summa theologica)

### Causalidad
En filosofía, la causalidad es la "relación necesaria existente entre causa y efecto". Se puede hablar de esa relación entre acontecimientos, procesos, regularidad de los fenómenos y la producción de algo".
No existe una única definición comúnmente aceptada del término "causa". En su acepción más amplia, se dice que algo es causa de un efecto, cuando el último depende del primero tanto lógicamente, como cronológicamente; o, en otras palabras, la causa es aquello que hace que algo lo sea en su efecto. Esto se puede dar de muchos modos diversos y, por ello, no es extraño que a un efecto correspondan multitud de causas (concausa).
Dos condiciones necesarias pero no suficientes para que A sea causa de B son:
- Que A preceda a B en el tiempo.
- Que A y B estén relativamente próximos en el espacio y en el tiempo.

En general, un proceso tiene muchas causas, que también se dice que son factores causales de la misma, y todos se encuentran en su pasado. A su vez, un efecto puede ser causa o factor causal de muchos otros efectos, todos ellos situados en su futuro. Algunos autores han sostenido que la causalidad es metafísicamente anterior a las nociones de espacio-tiempo.
La causalidad es un tema ontológico que indica cómo progresa el mundo. Como concepto tan básico, es más apto como explicación de otros conceptos de progresión que como algo a explicar por otros más básicos. El concepto es como los de agencia y eficacia. Por esta razón, puede ser necesario un salto de intuición para captarlo. En consecuencia, la causalidad está implícita en la lógica y la estructura del lenguaje ordinario, así como explícita en el lenguaje de la notación causal científica.
En los estudios ingleses de filosofía aristotélica, la palabra "causa" se utiliza como un término técnico especializado, la traducción del término αἰτία de Aristóteles, con el que Aristóteles quería decir "explicación" o "respuesta a una pregunta de 'por qué'". Aristóteles categorizó los cuatro tipos de respuestas como "causas" material, formal, eficiente y final. En este caso, la "causa" es el explanans del  explanandum, y no reconocer que se están considerando diferentes tipos de "causa" puede llevar a un debate inútil. De los cuatro modos explicativos de Aristóteles, el más cercano a las preocupaciones del presente artículo es el "eficiente".
David Hume, como parte de su oposición al racionalismo, argumentó que la razón pura por sí sola no puede probar la realidad de la causalidad eficiente; en su lugar, apeló a la costumbre y al hábito mental, observando que todo el conocimiento humano deriva únicamente de la experiencia.

### Verdad
El término se usa tanto en un uso vulgar de la lengua como en un sentido técnico en diversos campos como la filosofía, la lógica, las matemáticas y la ciencia.
El uso de la palabra verdad abarca asimismo la honestidad, la buena fe y la sinceridad humana en general; también el acuerdo de los conocimientos con las cosas que se afirman como realidades: los hechos o la cosa en particular; y, finalmente, la relación de los hechos o las cosas en su totalidad en la constitución del Todo, el Universo.
Las cosas son verdaderas cuando son «fiables», cuando cumplen lo que ofrecen.
El término no tiene una única definición en la que estén de acuerdo la mayoría de los estudiosos y las teorías sobre la verdad continúan siendo ampliamente debatidas. Hay posiciones diferentes acerca de cuestiones como:
- Qué es lo que constituye la verdad.
- Con qué criterio podemos identificarla y definirla.
- Si el ser humano posee conocimientos innatos o solo puede adquirirlos.
- Si existen las revelaciones o la verdad puede alcanzarse tan solo mediante la experiencia, el entendimiento y la razón.
- Si la verdad es subjetiva u objetiva.
- Si la verdad es relativa o absoluta.
- Y hasta qué grado pueden afirmarse cada una de dichas propiedades.

Este artículo procura introducir las principales interpretaciones y perspectivas, tanto históricas como actuales, acerca de este concepto.
La pregunta por la verdad es y ha sido objeto de debate entre teólogos, filósofos y lógicos a lo largo de los siglos considerándose un tema concerniente al alma y al estudio de una llamada psicología racional dentro del campo de la filosofía.
En la actualidad es un tema de investigación científica así como de fundamentación filosófica:
- La investigación científica de la función cognitiva[160] introduce nuevas perspectivas acerca del conocimiento basado en la evidencia como creencia epistemológicamente verdadera con justificación válida.[161]
- Interesa a la lingüística pues el lenguaje es expresión de la propia verdad.
- Interesa a la antropología filosófica, pues parece evidente que los seres humanos prefieren la verdad a la falsedad, al error o la mentira y prefieren la certeza a la duda.
- Interesa a la historia, por cuanto el aprecio hacia la verdad y la condena de la mentira o del error varía en intensidad según las épocas y las culturas, pues tanto el concepto de verdad como su valoración no siempre es el mismo a lo largo de la historia y según las diferentes culturas.
- Interesa a la ciencia en cuanto tal[162] en su pretensión de conocimiento válido.

### Moral
La moral es el conjunto de costumbres y normas que se consideran «buenas» para dirigir o juzgar el comportamiento de las personas en una comunidad. También es la diferenciación de intenciones, decisiones y acciones entre las que se distinguen como propias (correctas) y las impropias (incorrectas). Se distingue de la ética en que esta es una moral transcultural o universal, aunque suelen confundirse. La moral permite distinguir qué acciones son consideradas buenas o malas según ciertos criterios compartidos por una sociedad. Otra perspectiva la define como el conocimiento de lo que el ser humano debe hacer o evitar para conservar la estabilidad social.
El término «moral» tiene un sentido opuesto al de «inmoral» (contra la moral) y «amoral» (sin moral). La existencia de acciones susceptibles de valoración moral está fundamentada en el ser humano, como sujeto de actos voluntarios. Abarca la acción de las personas en todas sus manifestaciones, además de que permite la introducción y referencia de los valores.
Los conceptos y creencias sobre la moral llegan a ser considerados y codificados de acuerdo a una cultura, religión, grupo, u otro esquema de ideas, que tienen como función la regulación del comportamiento de sus miembros. La conformidad con dichas codificaciones también puede ser conocida como moral y se considera que la sociedad depende del uso generalizado de esta para su existencia. En la práctica, suelen ser conductas morales basadas, no en planteamientos religiosos, sino coherentes con un determinada antropología. Pueden llegar a darse situaciones equívocas si se pretende negar valor ético a comportamientos que tengan su origen en la religión.
Hay diversas definiciones y concepciones de lo que significa moral, lo que ha sido tema de discusión y debate a través del tiempo. Múltiples opiniones concuerdan en que el término representa aquello que permite distinguir entre el bien y el mal de los actos, mientras que otros dicen que son solo las costumbres las que se evalúan virtuosas o perniciosas.

### Belleza
La belleza se describe comúnmente como una cualidad de los entes que hace que estos sean placenteros de percibir. Tales entes pueden incluir paisajes, atardeceres o amaneceres, cielos nocturnos, personas, animales, plantas, obras de arte, etc. Belleza es una noción abstracta ligada a numerosos aspectos de la existencia humana. La belleza se estudia dentro de la disciplina filosófica de la estética, además de otras disciplinas como la historia, la sociología y la psicología social. 
La belleza se define como la característica de una cosa que a través de una experiencia sensorial (percepción) procura una sensación de placer o un sentimiento de satisfacción. Proviene de manifestaciones tales como la forma, el aspecto visual, el movimiento y el sonido, aunque también se la asocia, en menor medida, a los sabores y los olores. En esta línea y haciendo hincapié en el aspecto visual, Tomás de Aquino define lo bello como aquello que agrada a la vista (quae visa placet).
La percepción de la «belleza» a menudo implica la interpretación de alguna entidad que está en equilibrio y armonía con la naturaleza, y  puede conducir a sentimientos de atracción y bienestar emocional. Debido a que constituye una experiencia subjetiva, a menudo se dice que «la belleza está en el ojo del observador». Aunque tal relativismo es exagerado y suele asociarse a cosmovisiones y modas, lo concreto es que existen objetos y seres que dan la impresión de belleza ya desde su objetividad natural porque se corresponden con los requisitos naturales del homo sapiens, por ejemplo: el sabor dulce es preferido al sabor amargo porque el amargo suele corresponder a tóxicos, lo mismo que la fragancia de muchas flores se prefiere naturalmente en gente psíquicamente sana al hedor pútrido.

## Problemas
Un problema filosófico es una cuestión cuyo planteamiento teórico se presenta sin aparente respuesta o cuya solución es cuestionable. Los problemas tienden a expresar temas de recurrente dominio de la filosofía como: la sabiduría, el hombre, la verdad, el conocimiento, la moral, el arte, la reflexión, la conciencia, la lógica, la realidad, la ciencia, el sentido de la vida, etc. Estos problemas se pueden presentar en dilemas o paradojas.

### Dilema de Eutifrón
«¿Es el piadoso (τὸ ὅσιον) amado por los dioses porque es piadoso, o es piadoso debido a que es amado por los dioses?».

### Trilema de Münchhausen
El trilema de Münchhausen o trilema de Agripa es un ataque a la posibilidad de lograr una justificación última para cualquier proposición, incluso en las ciencias formales como la matemática y la lógica. 
Un trilema es un problema que admite solo tres soluciones, todas las cuales parecen inaceptables. El argumento discurre así: cualquiera que sea la manera en que se justifique una proposición, si lo que se quiere es certeza absoluta, siempre será necesario justificar los medios de la justificación, y luego los medios de esa nueva justificación, etc. Esta simple observación conduce sin escape a una de las siguientes tres alternativas (los tres cuernos del trilema):
- Una regresión infinita de justificaciones: A se justifica por B, B se justifica por C, C se justifica por D, etc. La necesidad de remontarse cada vez más en la búsqueda de fundamentos es un proceso sin fin, irrealizable, que no provee ningún fundamento seguro.
- Un corte arbitrario en el razonamiento: A se justifica por B, B se justifica por C, y C no se justifica. Esta última proposición se puede presentar como de sentido común o como un principio fundamental (postulado o axioma), pero en cualquier caso representaría una suspensión arbitraria del principio de razón suficiente recurriendo a un dogma.
- Una justificación circular: A se justifica por B, B se justifica por C, y C se justifica por A. En el proceso de justificación se recurre a enunciados que ya antes se habían mostrado como enunciados que requieren justificación y, por lo tanto, sin llegar nunca a una justificación segura por ser lógicamente defectuosa.

### Problema de Gettier
El problema de Gettier es un problema en gnoseología moderna que surge al presentar contraejemplos a la definición clásica de conocimiento como «creencia verdadera justificada» y que obligan a modificar la definición.
Desde al menos el Teeteto de Platón, la gnoseología contaba con una definición generalmente satisfactoria del conocimiento proposicional: si S es un sujeto y p una proposición, entonces S sabe que p si y solo si:
- S cree que p
- p es verdadera
- S está justificado en creer que p

Por ejemplo, Newton sabe  que de alguna manera  tiene una manzana si y solo si:
- Newton cree que tiene una manzana
- Es verdad que tiene una manzana
- Newton está justificado en creer que tiene una manzana

Sin embargo, en 1963, Edmund Gettier publicó un artículo de tres páginas titulado ¿Es el conocimiento creencia verdadera justificada? en el que argumentó que la definición clásica no es suficiente. Gettier mostró que hay casos en los que una creencia verdadera justificada puede fallar en ser conocimiento. Es decir, hay casos en los que los tres requisitos se cumplen, y sin embargo intuitivamente nos parece que no hay conocimiento. Retomando el ejemplo anterior, podría ser que Newton crea que tiene una manzana y esté justificado en ello (por ejemplo, porque parece una manzana), pero que sin embargo la manzana sea de cera. En ese caso, según la definición clásica, Newton no posee conocimiento, porque falta que sea verdad que tiene una manzana. Pero supongamos también que dentro de la manzana de cera hay otra manzana, más pequeña, pero real. Entonces Newton cumple con los tres requisitos: Newton cree que tiene una manzana; Newton está justificado en su creencia; y de hecho tiene una manzana. Sin embargo, intuitivamente nos parece que Newton no posee conocimiento, sino que solamente tuvo suerte (lo que se llama suerte epistémica).

### Problema de la inducción
A partir de la definición de Platón del conocimiento como «creencia verdadera y justificada», disponer de una justificación adecuada para la inducción es requisito indispensable para que tales «creencias» constituyan conocimiento válido o legítimo.
La RAE define «inducir» en su acepción filosófica como «extraer, a partir de determinadas observaciones o experiencias particulares, el principio general que en ellas está implícito». Esas «extracciones» son de dos tipos:
- Generalizaciones acerca de las propiedades de «clases de objetos», efectuadas a partir de una cierta cantidad de observaciones de casos individuales. Por ejemplo: la inferencia que las esmeraldas son verdes a partir de la observación de algunas (quizás muchas) esmeraldas individuales.
- Presunción de que eventos en el futuro continuarán presentando la misma forma o que las mismas causas ocasionarán los mismos efectos observados en el pasado (ver causalidad). Lo que implica, por ejemplo, la creencia en que las leyes científicas serán válidas en el futuro. John Stuart Mill llamó a esta asunción el principio de la uniformidad de la naturaleza.[183]

Dado que ambas son utilizadas, ya sea explícita o implícitamente, en forma generalizada para proponer hipótesis —ya sea formales o no— a partir de observaciones empíricas, su cuestionamiento pone en duda una gran parte, si es que no la totalidad, del conocimiento humano. El problema adquiere especial relevancia en el ámbito científico, dado que generalmente se pensaba que las asunciones necesarias para formular leyes científicas requieren tanto generalizaciones como expectativas de que eventos en el futuro continuarán exhibiendo los mismos comportamientos que en el pasado. Esto se expresa generalmente como el principio de simetría o principio de invariancia (véase también principio de Curie y teorema de Noether).
Consecuentemente Alfred North Whitehead describió la inducción como «el rompecabezas (the despair) de la filosofía» y el filósofo C. D. Broad sugirió: «La inducción es la gloria de la ciencia, y el escándalo de la filosofía».

### Problema del ser y el deber ser
El problema del ser y el deber ser (también llamado ley de Hume, la guillotina de Hume y a veces confundido con la falacia naturalista) es un problema en metaética sobre la posibilidad de deducir oraciones normativas a partir de oraciones descriptivas. Oraciones descriptivas son aquellas que dicen lo que es el caso (p. ej. «los emperadores son crueles») mientras que oraciones normativas son aquellas que dicen lo que debe ser el caso («los emperadores deben ser crueles»).
Claro que así como se puede pedir justificación para las oraciones normativas, se puede pedir justificación para las oraciones descriptivas. Pero esto es otro problema, que puede encontrar otras respuestas. Las oraciones descriptivas se pueden (quizás) justificar a partir de la investigación empírica. Así, por ejemplo, el valor de verdad de la oración «los emperadores son crueles» se puede determinar haciendo una investigación histórica. Sin embargo, no sucede lo mismo con la oración «los emperadores deben ser crueles». La verdad o falsedad de esta oración se debe determinar por otros métodos, y si se descarta la posibilidad de probar su verdad a través de una deducción a partir de premisas verdaderas, entonces vale preguntar si hay algún otro camino.
El abismo que separa a los hechos de los deberes no tiene nada que ver con el contenido de las proposiciones descriptivas de las que se parte. Lo mismo da que se trate de proposiciones metafísicas, científicas o de la vida cotidiana. El error se encuentra en el procedimiento, no en el punto de partida. La ambigüedad inadvertida empírico-normativa de ciertos términos conduce a falacias lógicas tales como: «La esencia de la sexualidad es la procreación. Por lo tanto, la anticoncepción no está permitida, porque no refleja la naturaleza de la sexualidad».

### Problema mente-cuerpo
En filosofía del espíritu y ciencia cognitiva, el problema mente-cuerpo es el problema de explicar la relación entre la mente (alma para algunos autores) y la materia: cómo es que estados mentales o subjetivos (ej. sensaciones, creencias, decisiones, recuerdos) explican a, interactúan con, o bien supervienen de las sustancias y procesos del mundo de objetos estudiado por la ciencia. Se trata por lo tanto de un problema ontológico; mientras que el problema de otras mentes puede ser entendido como su homólogo epistémico.
El problema fue  descrito por René Descartes en el siglo XVII, y por los filósofos aristotélicos, en la filosofía de Avicena, y en las anteriores tradiciones asiáticas. Una variedad de ontologías han sido propuestas; la mayoría de ellas dualistas (como la cartesiana) o monistas. El dualismo sostiene una distinción entre las esferas material y mental; pudiendo llegar a ser esta última algo sobrenatural. El monismo sostiene que existe solo una realidad, sustancia o esencia unificadora en cuyos términos todo puede ser explicado.
El problema mente-cuerpo está estrechamente ligado a la intencionalidad, la causalidad mental, el problema difícil de la consciencia, el del libre albedrío, el de la significación de los símbolos, el de la identidad del individuo, el problema de otras mentes, etc.

### Problema del mal
El problema del mal, argumento del mal o también, paradoja de Epicuro, es estudiado en filosofía de la religión y teodicea como el problema que resulta al considerar la compatibilidad entre la presencia del mal y del sufrimiento en el mundo con la existencia de un Dios omnisciente, omnipotente y omnibenevolente. El problema del mal se puede expresar de la siguiente forma:

¿Es que Dios quiere prevenir el mal, pero no es capaz? Entonces no es omnipotente.
¿Es capaz, pero no desea hacerlo? Entonces es malévolo.
¿Es capaz y desea hacerlo? ¿De dónde surge entonces el mal?
¿Es que no es capaz ni desea hacerlo? Entonces, ¿por qué llamarlo Dios?
Paradoja o trilema de Epicuro

El argumento del mal afirma que debido a la existencia del mal, o Dios no existe o no tiene alguna de las tres propiedades mencionadas. Los argumentos para sostener lo contrario se conocen tradicionalmente como teodiceas. Además de en la filosofía de la religión, el problema del mal también es importante en los campos de la teología y la ética. Aunque suele atribuirse a Epicuro, como su propio nombre señala, la paradoja no se encuentra en ninguno de sus escritos conocidos.
El problema se formula de dos formas: el problema lógico del mal y el problema evidencial del mal. La versión lógica del argumento intenta demostrar deductivamente una imposibilidad lógica en la coexistencia entre Dios y el mal, mientras que la evidencial sostiene inductivamente que dado que existe el mal en el mundo, es improbable que exista un dios omnipotente, omnisciente y perfectamente bueno. Esta versión inductiva del argumento es más popular que su versión deductiva. El problema del mal también se ha extendido a los seres vivos no humanos, incluidos el sufrimiento animal provocado por la naturaleza y la crueldad animal humana. También se diferencian dos tipos de males: mal moral, causado por actos humanos (como el Holocausto); y mal natural, causado por eventos que no tienen que ver con los humanos (como el terremoto de Lisboa de 1755).
Existe una amplia variedad de respuestas al problema del mal y se clasifican en: refutaciones, defensas y teodiceas. Hay además muchas discusiones sobre el mal y problemas relacionados en otros campos filosóficos, tales como la ética secular o la ética evolucionista, pero en el sentido ordinario el "problema del mal" se trata dentro del contexto teológico.

## Historia

### Occidente
La historia de la filosofía occidental es la historia de las tradiciones filosóficas desarrolladas y extendidas por Occidente. Se desarrolló de manera relativamente independiente de otras culturas de Eurasia, agrupadas en contraste con la historia de la filosofía oriental. Se remonta a más de 2500 años de antigüedad en Grecia y se puede dividir en cinco grandes periodos: filosofía antigua, medieval, renacentista, moderna y contemporánea, que se corresponden con la periodización de la historia de Europa: Edad Antigua, Edad Media, Renacimiento, Edad Moderna y Edad Contemporánea.
La base griega común ha transmitido a la tradición filosófica occidental un método de pensamiento marcado por el antidogmatismo y la sensibilidad hacia una serie de cuestiones ontológicas y éticas que la han caracterizado respecto a otras tradiciones filosóficas. No se puede pasar por alto entonces, como segundo sustrato de la filosofía occidental, la tradición judaico-cristiana, que ya en la antigüedad tardía estableció una compleja relación con el pensamiento secular, introduciendo una serie de conceptos novedosos en el pensamiento filosófico e iniciando esa dialéctica entre fe y razón diversamente resuelta a lo largo de los siglos. 
La filosofía occidental ha influido sobre otras ramas del conocimiento humano, por ejemplo, en el ámbito de la ciencia, la religión y la política. Muchos filósofos importantes fueron a la vez grandes científicos, teólogos o políticos y algunas nociones fundamentales de estas disciplinas todavía son objeto de estudio filosófico. Esta superposición entre disciplinas se debe a que la filosofía es una disciplina muy amplia. En el siglo XIX, el crecimiento de las universidades de investigación modernas llevó a la filosofía académica y otras disciplinas a profesionalizarse y especializarse. Desde entonces, varias áreas de investigación que tradicionalmente formaban parte de la filosofía se han convertido en disciplinas académicas separadas como la psicología, la sociología, la biología, la lingüística y la economía.

#### Edad Antigua
La filosofía antigua es el período de la historia de la filosofía occidental que corresponde a la Edad Antigua. Comprende la filosofía griega (presocrática y helenística) y la filosofía romana. Duró más de 1100 años, desde alrededor del año 600 a. C. (con Tales de Mileto) hasta el siglo VI d. C., cuando los últimos neoplatónicos estaban activos. Sus principales ubicaciones fueron la antigua Grecia y el Imperio romano.
La filosofía de la antigüedad fue limitada geográficamente en el Mediterráneo. Los filósofos de la antigüedad pueden dividirse a grandes rasgos en diferentes grupos. Primero, los filósofos anteriores a Sócrates, llamados «presocráticos» (alrededor del 600 - 400 a. C.) y conocidos por dar «el paso del mito al logos». Luego, el período clásico griego, que comienza con Sócrates (alrededor del 500 - 300 a. C.). Platón, alumno de Sócrates, y Aristóteles, alumno de Platón, se convirtieron en dos de los filósofos más importantes e influyentes, conocidos como los «socráticos mayores». Otros contemporáneos fueron los sofistas y los «socráticos menores» (megáricos, cínicos y cirenaicos). Finalmente, la filosofía del período helenístico siguió al período clásico, seguida por la filosofía de la antigüedad tardía, que incluyen a los epicúreos, los estoicos, los escépticos y los neoplatónicos.
Otras tradiciones filosóficas importantes de la antigüedad fueron la filosofía china y la filosofía india, influyentes fueron las culturas del judaísmo, el antiguo Egipto, el Imperio persa y Mesopotamia. En las regiones del Creciente Fértil, Irán y Arabia surgió la literatura filosófica de los libros sapienciales y que hoy domina la cultura islámica. La literatura sapiencial temprana del Creciente Fértil era un género que buscaba instruir a las personas sobre la acción ética, la vida práctica y la virtud a través de historias y proverbios. En el Antiguo Egipto, estos textos eran conocidos como sebayt («enseñanzas») y son fundamentales para nuestra comprensión de la filosofía del Antiguo Egipto. La astronomía babilónica también incluyó muchas especulaciones filosóficas sobre la cosmología que pudieron haber influido en los antiguos griegos. 
La filosofía judía y la filosofía cristiana son tradiciones religio-filosóficas que se desarrollaron tanto en Oriente Medio como en Europa, que comparten ciertos textos judaicos primitivos (principalmente el Tanaj) y creencias monoteístas. Los pensadores judíos como los Geonim de las Academias Talmúdicas en Babilonia y el filósofo Maimónides estudiaban la filosofía griega e islámica. Más tarde, la filosofía judía estuvo bajo fuertes influencias intelectuales occidentales e incluye las obras de Moisés Mendelssohn, quien marcó el comienzo de la Haskalá (también conocida como la ilustración judía), el existencialismo judío y el judaísmo reformista.

#### Renacimiento
La filosofía renacentista, o filosofía del Renacimiento, es la filosofía que se desarrolló principalmente entre los siglos XV y XVI, comenzando en Italia y avanzando hacia el resto de Europa.
En el Renacimiento, la filosofía todavía era un campo muy amplio que abarcaba los estudios que hoy se asignan a varias ciencias distintas, así como a la teología. Teniendo eso en cuenta, los tres campos de la filosofía que más atención y desarrollo recibieron fueron la filosofía política, el humanismo y la filosofía natural.
En la filosofía política, las rivalidades entre los estados nacionales, sus crisis internas y el comienzo de la colonización europea de América renovaron el interés por problemas acerca de la naturaleza y moralidad del poder político, la unidad nacional, la seguridad interna, el poder del Estado y la justicia internacional. En este campo destacaron los trabajos de Nicolás Maquiavelo, Jean Bodin y Francisco de Vitoria.
El humanismo fue un movimiento que enfatizó el valor y la importancia de los seres humanos en el universo, en contraste con la filosofía medieval, que siempre puso a Dios y al cristianismo en el centro. Este movimiento fue, en primer lugar, un movimiento moral y literario, protagonizado por figuras como Erasmo de Róterdam, Santo Tomás Moro, Bartolomé de las Casas y Michel de Montaigne.
La filosofía de la naturaleza del Renacimiento quebró con la concepción medieval de la naturaleza en términos de fines y ordenamiento divino, y comenzó a pensar en términos de fuerzas, causas físicas y mecanismos. Hubo además un retorno parcial a la autoridad de Platón por sobre Aristóteles, tanto en su filosofía moral, en su estilo literario como en la relevancia dada a la matemática para el estudio de la naturaleza. Nicolás Copérnico, Giordano Bruno, Johannes Kepler, Leonardo da Vinci y Galileo Galilei fueron precursores y protagonistas en esta revolución científica, y Francis Bacon proveyó un fundamento teórico para justificar el método empírico que habría de caracterizar a la revolución. Por otra parte, en la medicina, el trabajo de Andreas Vesalius en anatomía humana revitalizó la disciplina y brindó más apoyo al método empírico. La filosofía de la naturaleza renacentista tal vez se explica mejor por dos proposiciones escritas por Leonardo da Vinci en sus cuadernos:
- Todo nuestro conocimiento tiene sus orígenes en nuestras percepciones.
- No hay certeza en la que no se puedan usar ninguna de las ciencias matemáticas ni ninguna de las ciencias derivadas de las ciencias matemáticas.

De manera similar, Galileo basó su método científico en experimentos, pero también desarrolló métodos matemáticos para su aplicación a problemas de física, un ejemplo temprano de física matemática. Estas dos formas de concebir el conocimiento humano formaron el fondo para el inicio del empirismo y el racionalismo, respectivamente.

#### Edad Moderna
La filosofía moderna es aquella filosofía desarrollada durante la Edad Moderna y asociada con la modernidad. No es una doctrina concreta o escuela (por lo que no debe ser confundida con movimientos específicos como el Modernismo), a pesar de que muchos autores de esta era comparten ciertos supuestos comunes, lo cual ayuda para distinguirla de filosofía anterior y posterior.

#### Edad Contemporánea
La filosofía contemporánea es el período actual de la historia de la filosofía. Por extensión, se llama también con este nombre a la filosofía producida por filósofos que aún están vivos. Es el período que sigue a la filosofía moderna, y su inicio se suele fijar a finales del siglo XIX o principios del siglo XX.
Las tradiciones filosóficas más significativas y abarcadoras del siglo XX fueron la filosofía analítica en el mundo anglosajón, y la filosofía continental en la Europa continental. El siglo XX también vio el surgimiento de nuevas corrientes filosóficas, como el positivismo lógico, la fenomenología, el existencialismo, el postestructuralismo o el actualismo. 

### Oriente
La filosofía oriental o filosofía asiática incluye las diversas filosofías de Asia del Sur y Asia Oriental, incluida la filosofía china, la filosofía india, la filosofía budista (dominante en el Tíbet, Bhután, Sri Lanka y el Sudeste Asiático), la filosofía coreana y la filosofía japonesa.

#### Persia
La filosofía persa o filosofía iraní se remonta a tiempos  de tradiciones filosóficas y pensamientos que se originaron en la antigua persia con raíces indo-iraníes y fueron influenciadas considerablemente por las enseñanzas de Zoroastro. La cronología de la materia y de la ciencia de la filosofía comienza con los indo-iraníes, que datan este evento a 1500 a. C. La filosofía de Zaratustra ingresó a influir la tradición occidental a través del Judaísmo, y por lo tanto en el platonismo medio.

#### India
Estas corrientes no forman una tradición unificada, sino que representan un mosaico diverso de ideas, enfoques y sistemas de pensamiento.
El término «filosofía india» ―como la «filosofía oriental» (de toda Asia), abarca doctrinas, visiones del mundo y enseñanzas religiosas y no religiosas.
Hablar de «filosofía india» como un todo homogéneo es un error conceptual.
En sánscrito (antiguo idioma de la India), las doctrinas se llaman dárshana (darśana: ‘doctrina, visión doctrinal, sistema filosófico, mostrar, ver, mirar, saber, exhibir, enseñar, percibir, inspeccionar, examinar, visitar, experimentar, contemplar, juzgar, discernir, comprender’)
Según el téxto épico-mitológico Majabárata (12, 11045), escrito en el III a. C., las tradiciones de la antigua India se clasifican de dos maneras:
- astika (‘[Dios] existe’, en sánscrito; siendo asti ‘estar’ o ‘existir’) y
- nastika (‘[Dios] no existe’).</ref>

Esa división depende de si las doctrinas aceptan la autoridad del texto épico-mitológico Rig-veda (compuesto a mediados del III milenio a. C.) y si aceptan la doctrina del Brahman (divinidad impersonal hinduista) y la existencia del atma (‘alma’).
Existen seis sistemas ortodoxos (shad-dárshana: ‘seis doctrinas’):
- sankia (de Kapila
- yoga,
- niaia (de Gotama),
- vaisesika (de Kanāda),
- mimamsa (de Yaimini) y
- vedanta (de Badaraiana).[260]

Las escuelas heterodoxas más comunes son
- lokaiata (ateísmo, materialismo, enseñado por Charvaka en algún momento del I milenio a. C.)
- yainismo (desde el VI a. C.)
- budismo (desde el IV a. C.)
- agñana
- ayívika.

Algunos de los primeros textos filosófico-religiosos son los Upanishads, que se compusieron en el período posvédico (siglos VII a I a. C.
Los conceptos religiosos indios más importantes incluyen
- dharma (deber religioso),
- karma (reacción mágica a cada acto virtuoso o pecaminoso),
- samsara (reencarnación),
- moksha (liberación del alma del ciclo de reencarnaciones) y
- ajimsa (no violencia: vegetarianismo).

Los pensadores indios desarrollaron un sistema de razonamiento seudoepistemológico (pramana) viciado por la creencia en la autoridad inapelable del Rig-veda y otros textos hinduistas posteriores como fuente última de conocimiento.
Bajo esta lupa míticorreligiosa, investigaron temas como
la metafísica,
la ética,
la hermenéutica y
la soteriología.
La filosofía india también cubrió temas como la filosofía política ―como se ve en el Arta-sastra (del siglo III a. C.)―
Las seis escuelas ortodoxas comunes surgieron en los últimos siglos del I milenio a. C. y el período gupta (IV).
Estas escuelas hindúes desarrollaron lo que se ha llamado la «síntesis hindú» fusionando elementos brahmánicos y elementos heterodoxos del budismo y el yainismo.
El pensamiento hindú también se extendió hacia el este llegando al imperio indonesio Srivijaya y el Imperio jemer camboyano. Estas tradiciones se agruparon más tarde bajo el nombre Hinduismo. El Hinduismo con sus diferentes denominaciones es la religión dominante en Asia del Sur. Así, el hinduismo es una categorización de distintos puntos de vista intelectuales o filosóficos, más que un conjunto de creencias rígidas,
y con cerca de mil millones de seguidores es la tercera religión más grande del mundo, después del cristianismo y el islam.
Desarrollos posteriores incluyen el desarrollo del Tantra y las influencias islámicas. El budismo desapareció en su mayoría de la India después de la conquista musulmana en el subcontinente indio, sobreviviendo en las regiones del Himalaya y el sur de la India.
El período moderno temprano vio el florecimiento de Navya-Nyāya (la «nueva razón») bajo filósofos como Raghunatha Siromani (circa 1460-1540) que fundó la tradición, Jayarama Pancanana, Mahadeva Punatamakara y Yashovijaya (quien formuló una respuesta yaina).
En la historia de la filosofía india se pueden distinguir tres grandes períodos. El primer período es el del vedismo, que transcurrió aproximadamente desde el siglo XV a. C. hasta el siglo VIII a. C. Durante este primer período se desarrollaron los primeros textos védicos, en particular el Rig vedá, el Sama vedá, el Iáyur vedá y el Átharva vedá, así como el sistema de castas. El segundo período es aquel del brahmanismo, aproximadamente desde el siglo VIII a. C. hasta el siglo V a. C. En este período se incorporaron los Upanishads al conjunto de textos sagrados. Y el tercer período es el del hinduismo propiamente, que comienza aproximadamente en el siglo V a. C. y aún continúa.

#### China
La filosofía china es la descripción de la filosofía oriental que comprende la suma de escuelas filosóficas creadas en China. Tiene una historia de varios miles de años y su inicio se suele establecer en el siglo XII a. C. con la escritura del I Ching (El libro de los cambios), un compendio antiguo sobre adivinación que introdujo alguno de los términos fundamentales de la filosofía china. Sin embargo, la tradición oral se remonta a épocas neolíticas.
La historia de la filosofía china se puede dividir en cuatro períodos. El primero vio venir las primeras doctrinas de la dinastía Shang acerca de lo cíclico, así como el I Ching (el Libro de los cambios). El segundo período es el de la filosofía china clásica, conocido por la variedad y cantidad de escuelas que se formaron. Entre ellas destacaron el confucianismo, el taoísmo, el moísmo, el legalismo y la Escuela de los Nombres. El tercer período comenzó cuando la dinastía Qin adoptó como filosofía oficial el legismo, persiguiendo además a los confucianistas y moistas. Luego la dinastía Han impuso al confucianismo y taoísmo como doctrinas oficiales, y su influencia continuaría hasta el siglo XX. El último período, el de la modernidad, se caracteriza por la importación e incorporación de la filosofía occidental.
Durante la dinastía Zhou occidental y los siguientes períodos después de su caída, florecieron las cien escuelas del pensamiento (siglo VI a. C. a 221 a. C.). Este período se caracterizó por importantes desarrollos intelectuales y culturales y vio el surgimiento de las principales escuelas filosóficas de China: el confucianismo, el legalismo y el taoísmo, así como numerosas otras escuelas menos influyentes. Estas tradiciones filosóficas desarrollaron teorías metafísicas, políticas y éticas como Tao, Yin y yang, Ren y Li que, junto con el budismo chino, influyeron directamente en la filosofía coreana, la filosofía vietnamita y la filosofía japonesa (que también incluye la tradición sintoísta nativa). El budismo comenzó a llegar a China durante la dinastía Han (206 a. C.-220 d. C.) a través de una transmisión gradual a través de la Ruta de la Seda, y mediante influencias nativas desarrollaron distintas formas chinas (como Zen) que se extendieron por toda la esfera cultural de Asia Oriental. Durante las dinastías chinas posteriores, como la dinastía Ming (1368-1644), así como en la dinastía coreana de Joseon (1392-1897), un renacimiento del neoconfucianismo dirigido por pensadores como Wang Yangming (1472-1529) se convirtió en la escuela de pensamiento dominante, y fue promovido por el estado imperial.

#### Japón
La filosofía japonesa es la descripción de la filosofía oriental que se origina a partir del desarrollo cultural de Japón, a través del proceso religioso e histórico que surgió del pensamiento chino, manteniéndose hasta el período Heian, del cual se inicia el pensamiento japonés y al igual que el primero, se orienta a los asuntos de sabiduría práctica.

#### Budismo
La filosofía budista es la descripción de la filosofía oriental que comprende la suma de las investigaciones filosóficas de las varias escuelas budistas. La principal preocupación del budismo siempre fue la liberación del sufrimiento (nirvana) y el camino hacia esa liberación, que consiste en acción ética (sīla), meditación y sabiduría (prajña, saber «las cosas como realmente son», sct. yathābhūtaṃ viditvā). Los budistas indios buscaron esta comprensión no solo a partir de las enseñanzas del Buda, sino a través del análisis filosófico y la deliberación racional. Los pensadores budistas en India y posteriormente en Asia oriental han cubierto temas filosóficos tan variados como fenomenología, ética, ontología, epistemología, lógica y filosofía del tiempo en su análisis de este camino.
El budismo temprano se basó en evidencia empírica obtenida por los órganos de los sentidos (ayatana) y el Buda parece haber mantenido una distancia escéptica de ciertas preguntas metafísicas, negándose a responderlas porque no eran conducentes a la liberación. Los puntos particulares de la filosofía budista han sido a menudo objeto de disputas entre diferentes campos filosóficos budistas. Estas disputas dieron lugar a varias escuelas llamadas Abhidharma, y a las tradiciones Mahayana de Prajnaparamita (perfección de la sabiduría), Madhyamaka (camino medio) y Yogacara (práctica de yoga).
La filosofía budista comienza con el pensamiento de Gautama Buddha (circa siglos VI y IV a. C.) y se conserva en los primeros textos budistas como las Nikayas del Canon Pali. El pensamiento budista es transregional y transcultural. Se originó en la India y luego se extendió a Asia oriental, el Tíbet, Asia central y el Sudeste Asiático, desarrollando tradiciones nuevas y sincréticas en estas diferentes regiones. Las diversas escuelas del pensamiento budistas son la tradición filosófica dominante en el Tíbet y en países del sudeste asiático como Sri Lanka y Birmania.
La principal preocupación del budismo es la soteriología, definida como la libertad desde dukkha (inquietud). Debido a que la ignorancia sobre la verdadera naturaleza de las cosas se considera una de las raíces del sufrimiento (dukkha), la filosofía budista se ocupa de la epistemología, la metafísica, la ética y la psicología. Los textos filosóficos budistas también se deben entender dentro del contexto de las prácticas meditativas que se supone que producen ciertos cambios cognitivos. Los conceptos innovadores clave incluyen las Cuatro Nobles Verdades, Anatta (no-yo) una crítica de una identidad personal fija, la transitoriedad (Anicca) de todas las cosas y un cierto escepticismo sobre las preguntas metafísicas.
Después de la muerte de Buda, varios grupos comenzaron a sistematizar sus principales enseñanzas y desarrollaron sistemas filosóficos denominados Abhidharma. Los filósofos de Mahayana como Nagarjuna y Vasubandhu desarrollaron las teorías de shunyata (vacuidad de todos los fenómenos) y «vijnapti-matra» (solo apariencia), una forma de fenomenología o idealismo trascendental. La escuela de Dignāga o escuela de pramāṇa promovió una forma de epistemología y lógica. A través del trabajo de Dharmakirti, esta tradición de lógica budista se ha convertido en el principal sistema epistemológico utilizado en la filosofía y el debate de budismo tibetano.
Según el profesor de filosofía budista Jan Westerhoff, las principales escuelas indias desde 300 a. C. hasta 1000 d. C. fueron:
- La tradición Mahāsāṃghika («Gran Comunidad»).
- Las escuelas Sthavira («Ancianos») que incluyen: Sarvāstivāda, Sautrāntika, Vibhajyavada (más tarde conocida como Theravada en Sri Lanka) y Pudgalavada.
- Las escuelas Mahayana, principalmente Madhyamaka, Yogachara, Tathāgatagarbha y Tantra.

#### Islam
La filosofía islámica es filosofía surgida de la tradición islámica. Incluye el conjunto de ideas relacionadas con la vida, el universo, la ética, la sociedad y demás cuestiones fundamentales vinculadas al mundo islámico. Dos términos usados tradicionalmente en el mundo islámico son traducidos a veces como filosofía: falsafa (lit. «filosofía»), que se refiere a la filosofía en su sentido tradicional así como a la lógica, la matemática y la física,y kalama (lit. «habla»), que se refiere a una forma racionalista de teología escolástica islámica, que incluye las escuelas maturidiyah, ashariyyah y mu'tazila.
La filosofía islámica temprana tuvo inicio con Al-Kindi en el siglo II del calendario musulmán (comienzos del siglo IX d. C.)  y terminó con Ibn-Rushd (Averroes) siglo VI d. H. (finales del siglo XII d. C.), coincidiendo ampliamente con la Edad de Oro del islam. La muerte de Averroes marcó de manera efectiva el final de una disciplina particular de filosofía islámica llamada usualmente la escuela peripatética islámica, y la actividad filosófica tuvo un importante declive en países islámicos occidentales tales como la Iberia islámica y el Norte de África.
La filosofía islámica persistió por mucho más tiempo en países islámicos orientales, en particular la Persia safávida, y los imperios otomano y mogol, donde varias escuelas filosóficas siguieron floreciendo: el avicenismo, el averroísmo, el iluminacionismo, filosofía mística, teosofía trascendente, y filosofía de Isfahán. Ibn Jaldún, en su Muqaddima, hizo contribuciones importantes a la filosofía de la historia. Interés en la filosofía islámica revivió durante el movimiento al-Nahda («despertar») a finales del siglo XIX y comienzos del XX, y continúa hasta la actualidad.
La tradición islámica actual combina algunos pensamientos del neoplatonismo y del aristotelismo con otros conceptos que fueron insertados mediante el desarrollo del Islam. Ciertos filósofos de peso como el árabe al-Kindi y los persas al-Farabi y Avicena, así como Ibn Tufail y Averroes, originarios de la península ibérica, precisaron algunas interpretaciones de Aristóteles que fueron después absorbidas por los intelectuales judíos y cristianos.
La historia de la filosofía islámica contiene ejemplos significativos de otros filósofos que abordaron un gran número de cuestiones que terminaron por influenciar al escolasticismo medieval de Europa, entre ellos se encuentran Al-Ghazali y Mulla Sadra.
Los musulmanes, y en menor medida los cristianos y los judíos, contribuyeron con el folclore arábigo y se distanciaron entre sí de acuerdo a sus dogmas filosóficos más que por sus doctrinas religiosas. Cuando los pueblos árabe y bereber llegaron a la península ibérica, la literatura filosófica arábiga fue traducida a los idiomas hebreo y latín; contribuyendo al desarrollo de la filosofía europea.

### África
La filosofía africana es la filosofía producida por la gente africana, filosofía que presenta visiones del mundo, ideas y temas africanos, o filosofía que utiliza diferentes métodos filosóficos africanos. El pensamiento africano moderno se ha ocupado de la etnofilosofía, con definir el significado mismo de la filosofía africana y sus características únicas y lo que significa ser africano.
Durante el siglo XVII, la filosofía etíope desarrolló una sólida tradición literaria como ejemplifica Zera Yacob. Otro de los primeros filósofos africanos fue Anton Wilhelm Amo (c. 1703–1759) que se convirtió en un respetado filósofo en Alemania. Diferentes ideas filosóficas africanas incluyen Ujamaa, la idea Bantú de 'Fuerza', Negritud, Panafricanismo y Ubuntu. El pensamiento africano contemporáneo también ha visto el desarrollo de la filosofía profesional y de la filosofía africana, la literatura filosófica de la diáspora africana que incluye corrientes como el existencialismo negro de  afrodescendientes estadounidenses. Algunos pensadores africanos modernos han sido influenciados por el Marxismo, la literatura afroamericana, teoría crítica, teoría crítica de la raza, postcolonialismo y feminismo.

### Filosofía indígena americana

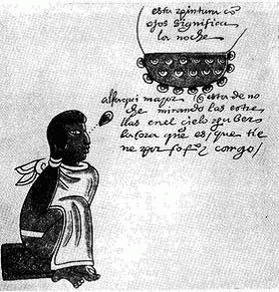
Un Tlamatini (filósofo azteca) observando las estrellas, parte del Códice Mendoza.

El pensamiento filosófico indigenoamericano consiste en una amplia variedad de creencias y tradiciones entre diferentes culturas. Entre algunas de las comunidades de nativos americano de los Estados Unidos, hay una creencia en un principio metafísico llamado el 'Gran Espíritu' (Siux: wakȟáŋ tȟáŋka; Algonquino: gitche manitou). Otro concepto ampliamente compartido fue el de orenda ('poder espiritual'). Según Whiteley (1998), para los nativos americanos, "la mente está críticamente informada por la experiencia trascendental (sueños, visiones, etc.) así como por la razón." La práctica para acceder a estas experiencias trascendentales se denomina chamanismo. Otra característica de las cosmovisiones indígenas estadounidenses fue su extensión de la ética a animales y plantas no humanos.
En Mesoamérica, la filosofía azteca fue una tradición intelectual desarrollada por individuos llamados Tlamatini ('los que saben algo') y sus ideas se conservan en varios Códices mexicas. La cosmovisión azteca postuló el concepto de una energía o fuerza universal llamada Ometéotl ('Energía Cósmica Dual') que buscaba una forma de vivir en equilibrio en un mundo en cambio constante.
La teoría de Téotl puede verse como una forma de panteísmo. Los filósofos aztecas desarrollaron teorías de metafísica, epistemología, valores y estética. La ética azteca se centró en buscar tlamatiliztli ('conocimiento', 'sabiduría') que se basó en la moderación y el equilibrio en todas las acciones como en el proverbio Nahua "el bien medio es necesario."
La civilización inca también tenía una clase de élite de filósofos-eruditos denominados los Amawtakuna que fueron importantes en el sistema de educación inca como profesores de religión, tradición, historia y ética. Los conceptos clave del pensamiento andino son Yanantin i Masintin que involucran una teoría de “opuestos complementarios” que ve las polaridades (como masculino/femenino, oscuro/claro) como partes interdependientes de un todo armonioso.

### Progreso filosófico
Muchos debates filosóficos que comenzaron en la antigüedad todavía se debaten hoy. El filósofo británico Colin McGinn afirma que no hubo progreso filosófico durante ese intervalo. El filósofo australiano David Chalmers, por el contrario, ve el progreso en la filosofía similar al de la ciencia. Mientras tanto, Talbot Brewer, profesor de filosofía en la Universidad de Virginia, sostiene que el "progreso" es el estándar equivocado para juzgar la actividad filosófica.

## Mujeres
Desde la antigüedad se ha tenido conocimiento de mujeres que se han dedicado a la filosofía a lo largo de la historia, pero mucho de su legado no ha sido tan estudiado hasta nuestros días. Existen testimonios de mujeres filósofas al menos desde la Grecia antigua y un número relativamente pequeño de ellas fueron consideradas como tal en las épocas antigua, medieval, moderna y contemporánea, especialmente durante los siglos XX y XXI, apenas hay mujeres filósofas que hayan entrado en el canon filosófico occidental. La mujer y la filosofía siempre se ha mantenido en un completo tabú y según estudios posteriores algunos filósofos occidentales atribuían al hombre un carácter racional y a la mujer un potencial más emotivo e intuitivo. De esta opinión fueron Aristóteles, Séneca, Tomás de Aquino, Rousseau, Hegel, Schopenhauer y Nietzsche.
En la filosofía antigua en Occidente, mientras que la filosofía académica era del dominio de filósofos masculinos como Platón y Aristóteles, filósofas como Hiparquia de Maronea (activa hacia el año 325 a. C.), Areta de Cirene (activa en el siglo V-IV a. C.) y Aspasia de Mileto (470-400 a. C.) mantuvieron también actividad durante este período. Una notable filósofa medieval fue Hipatia (siglo V). Filósofas modernas destacadas fueron Mary Wollstonecraft (1759-1797) y Margaret Fuller (1810-1850). Entre las filósofas contemporáneas influyentes están Ayn Rand (1905-1982), Susanne Langer (1895-1985), Hannah Arendt (1906-1975), Simone de Beauvoir (1908-1986), María Zambrano (1904-1991), Mary Midgley (1919), Mary Warnock (1924-2019), Celia Amorós (1944), Julia Kristeva (1941), Patricia Churchland (nacida en 1943), Susan Haack (nacida en 1945) y Amelia Valcárcel (1950).
A principios del siglo XIX, algunas universidades del Reino Unido y Estados Unidos comenzaron a admitir a las mujeres, dando lugar a nuevas generaciones de mujeres académicas. Sin embargo, investigaciones del Departamento de Educación de los Estados Unidos realizados a finales de los años 1990 del siglo XX indicaban que la filosofía era uno de los campos más desiguales en las humanidades con respecto a la presencia de varones y mujeres. Las mujeres constituían apenas el 17% del estudiantado en la Facultad de filosofía. En 2014, Inside Higher Education describió la filosofía "... con una historia propia en la disciplina de la misoginia y acoso sexual" de las mujeres estudiantes y profesoras. Jennifer Saul, profesora de filosofía en la Universidad de Sheffield, declaró en 2015 que las mujeres "... están dejando la filosofía después de haber sido acosadas, agredidas o haber sufrido represalias".
A principios de los años noventa, la Asociación Filosófica Canadiense afirmó que existe un desequilibrio de género y sesgo de género en el campo académico de la filosofía. En junio de 2013, un profesor de sociología estadounidense declaró que "de todas las citas recientes en cuatro prestigiosas revistas de filosofía, las mujeres representan solo el 3,6 % del total". Los editores de la Enciclopedia de Stanford de la Filosofía han trasladado su preocupación sobre la subrepresentación de las mujeres filósofas, y reclaman a editores y escritores garantizar que se incluyan las contribuciones de las mujeres filósofas. Según Eugene Sun Park, "la filosofía es predominantemente blanca y predominantemente masculina, esta homogeneidad existe en casi todos los aspectos y en todos los niveles de la disciplina". Susan Price sostiene que el "... canon filosófico sigue dominado por los hombres blancos -la disciplina que ... todavía sigue al mito de que el genio está ligado al género." Según Saul," la filosofía, la más antigua de las humanidades, es también la más masculina (y la más blanca). Si bien otras áreas de las humanidades se acercan a la paridad de género, la filosofía es en realidad más abrumadoramente masculina incluso que las matemáticas."

## Iconología

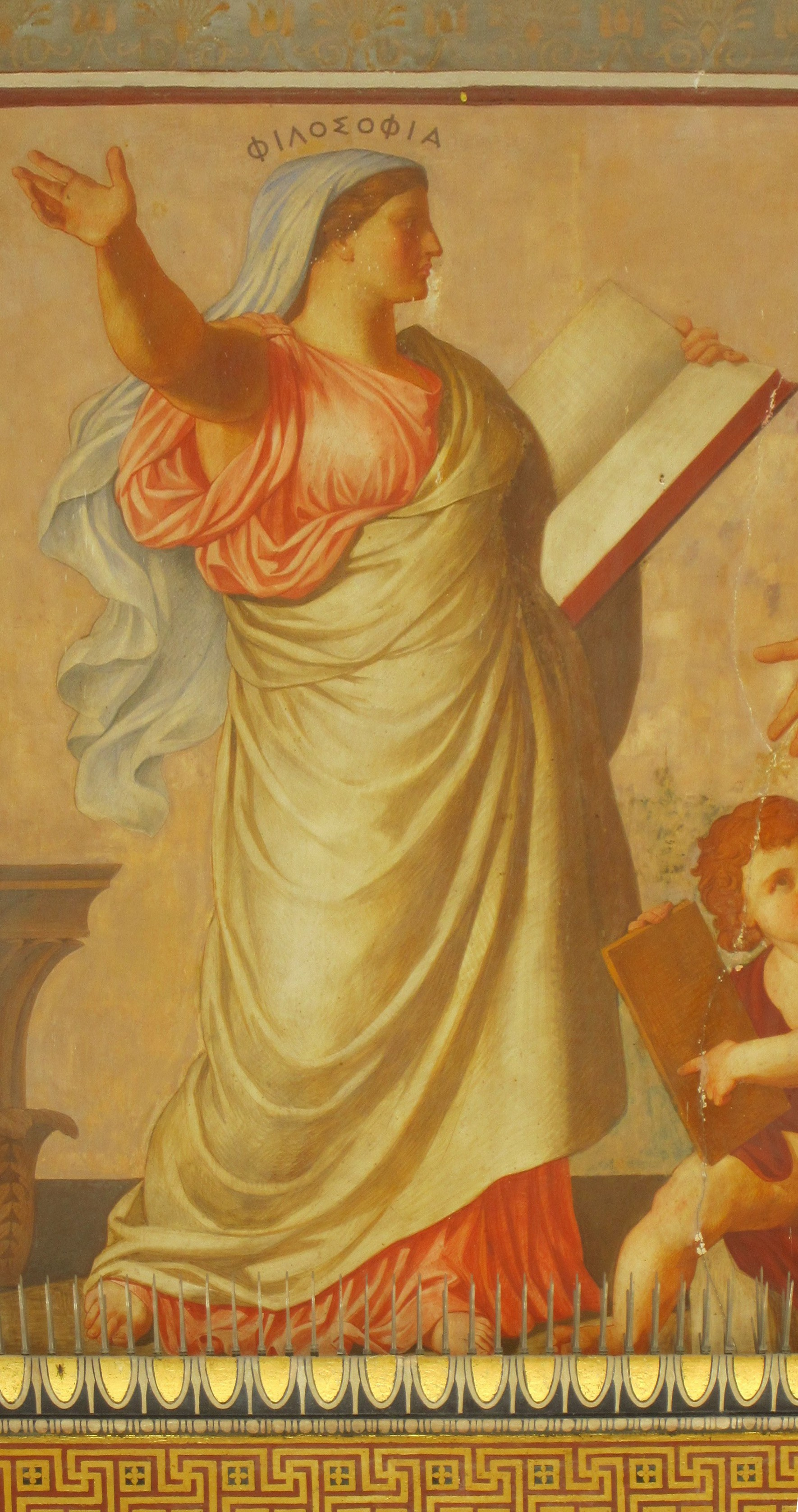
Personificación de la filosofía, por Eduard Lebiedzki, tras un diseño de Karl Rahl.

Alfanio hace a la filosofía hija de la experiencia y de la memoria. Se representa como una mujer de aspecto grave en actitud retórica y con la frente majestuosa ceñida de una preciosa diadema. Está sentada en un sillón de mármol blanco en cuyos brazos hay esculpidas las imágenes de fecunda naturaleza. Esta figura simbólica tiene dos libros, en uno de los cuales se lee naturalis y en el otro moralis. Rafael, autor de esta idea, ha querido con ella indicarnos los cuatro elementos, objeto de las investigaciones filosóficas, valiéndose de los diversos colores que ha dado a los ropajes con que la viste. El manto de color azul que cubre las espaldas, designa el aire; la túnica encarnada, el fuego; el ropaje de azul celeste que cubre sus rodillas, el agua; y el de color amarillo que le llega basta los pies, la tierra. Dos genios que coloca cerca de la figura principal sostienen esta inscripción Causarum cognitio: el conocimiento de las causas.
Boecio en el retrato que ha tratado de la filosofía le pone en una mano algunos libros y en la otra un cetro. En el extremo de su ropaje hay una letra griega y en el estómago otra que designan, la primera la teoría y la segunda la práctica, para dar a entender que la filosofía debe ser activa y especulativa. Luego, finge que esta imagen simbólica se le ha presentado bajo los rasgos de una mujer que con rostro radiante y ojos llenos de fuego anuncia algo de divino: que su talla parece igual a la de la especie humana y finalmente, que algunas veces levanta la cabeza hacia los cielos y se oculta a la vista de los débiles mortales. Cochin la representa como una mujer hermosa, reflexiva, vestida sencillamente, con un cetro en una mano y un libro en la otra, la hace trepar un monte áspero y pedregoso, haciéndola apoyar en el freno de la razón. Bernard Picart en un asunto alegórico pinta la armonía de la religión con la filosofía, su figura simbólica tiene diferentes atributos, los cuales caracterizan las cuatro partes. Está coronada de estrellas para designar la física y un cetro que lleva en su mano izquierda indica la moral; dos genios colocados cerca de ella: el uno lleva una serpiente mordiéndose la cola —símbolo de la eternidad—, y esto anuncia la metafísica; el otro, una piedra de toque para expresar la lógica, cuyo objeto es el de distinguir lo verdadero de lo falso.